# 勒阿弗尔
勒阿弗尔（法語：Le Havre，發音：[lə ɑvʁ] ⓘ），法国西北部城市，诺曼底大区滨海塞纳省的一个市镇，同时也是该省的一个副省会，下辖勒阿弗尔区，其市镇面积为46.95平方公里，2022年1月1日时人口数量为166,462人，是诺曼底大区人口最多的市镇，在所有法国城市中排名第15位。
勒阿弗尔位于滨海塞纳省西部，塞纳河口北岸，始建于1517年，距离法国首都巴黎约200公里，通常被认作“巴黎外港”，在航空普及和英法海底隧道建成以前，勒阿弗尔是西欧大陆连接英国及美洲的重要通商口岸。现代则为一个区域性的工业城市和交通枢纽，亦是法国大西洋沿岸最大的港口城市，其港口吞吐量在法国排名第二，仅次于马赛。勒阿弗尔在第二次世界大战中被严重破坏，战后进行了大规模的重建和复原，其中心城区于2005年被列入《世界文化遗产》。

## 地名来源
“勒阿弗尔”一名在法语中意为“港灣”。

## 历史

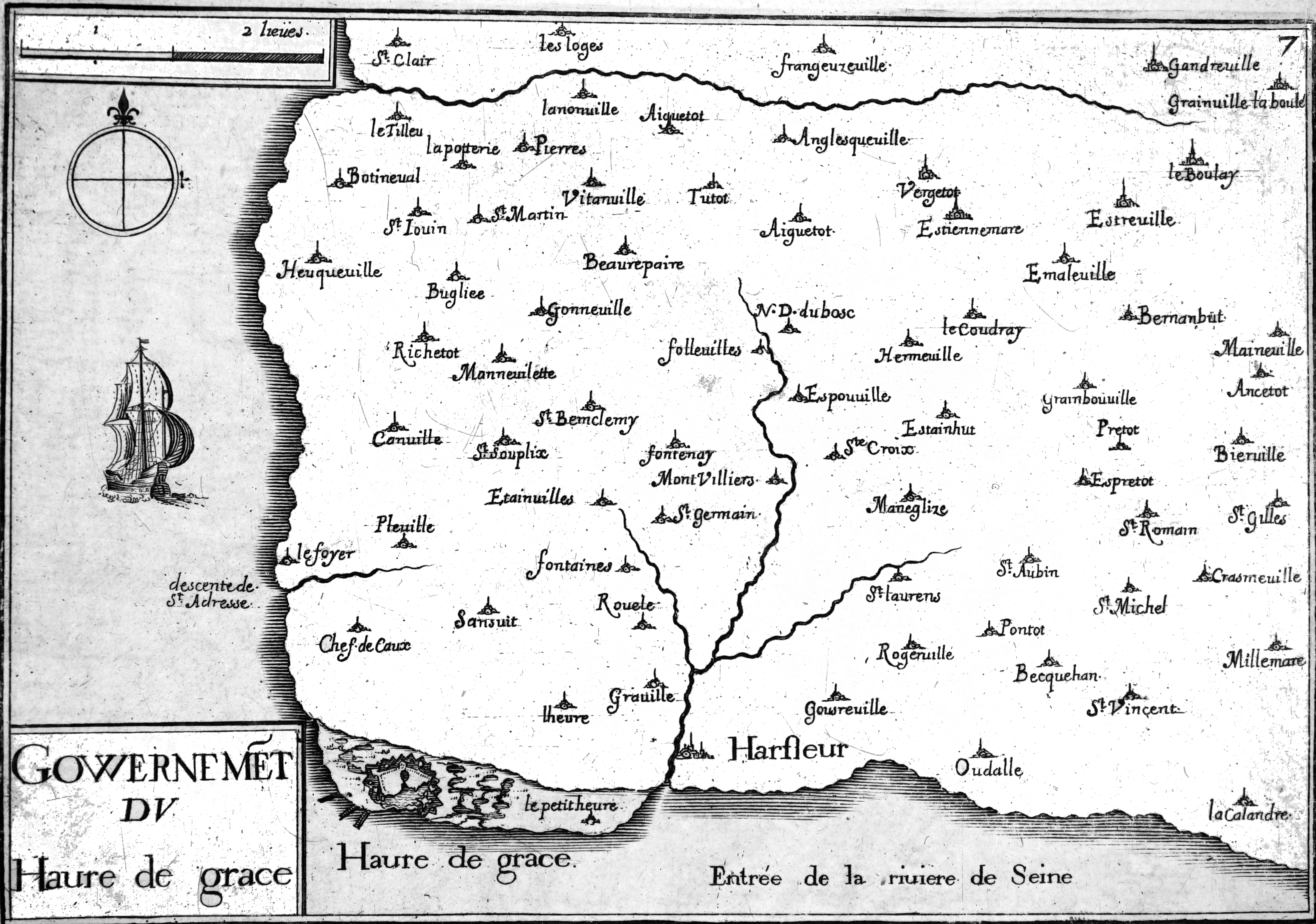
建城初期的勒阿弗尔地图

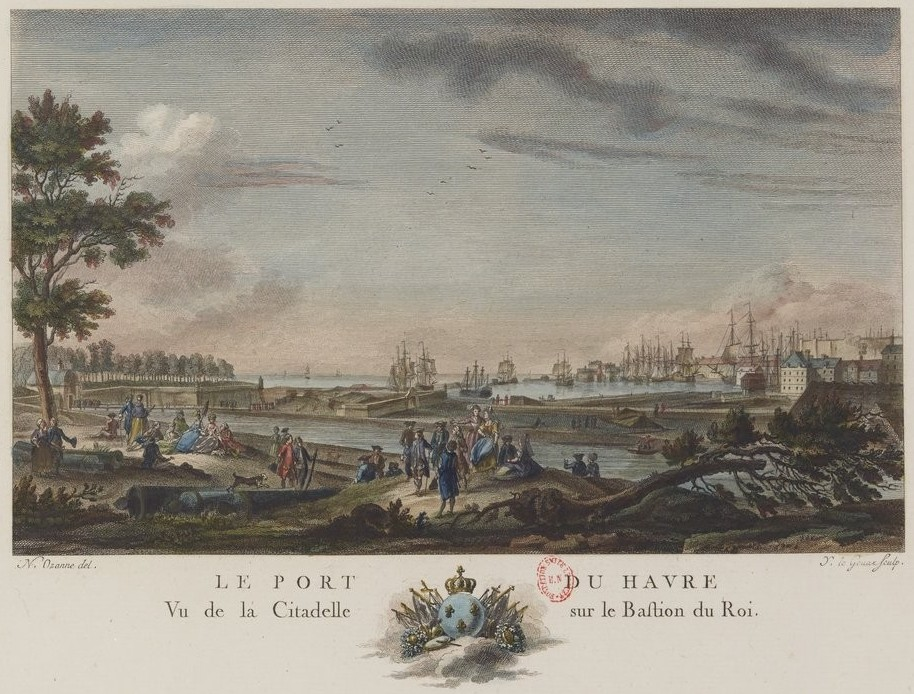
1776年的勒阿弗尔港

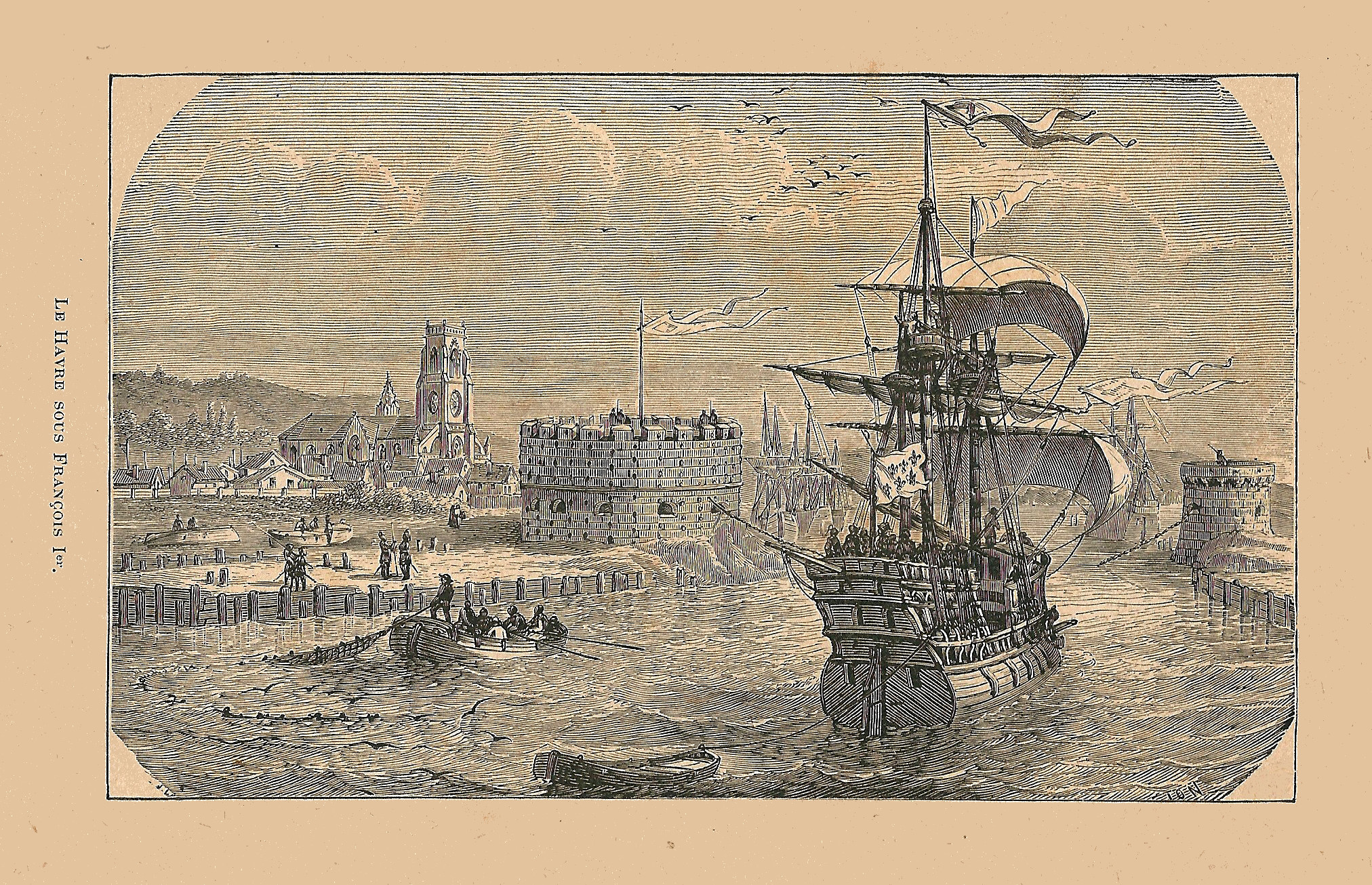
一支离开勒阿弗尔港的殖民船队

### 先古时期至中世纪
勒阿弗尔地区最早的人类活动痕迹可追溯至新石器时期，分布于市区东北部的蒙容森林内。在高卢时期，塞纳河右岸逐渐形成一处冲积平原，并出现了一处小渔村。公元911年，根据《埃普特河畔圣克莱尔条约》，勒阿弗尔地区成为了诺曼底公国的一部分。13世纪初，法兰西国王腓力二世收复诺曼底，勒阿弗尔地区成为诺曼底行省的一部分。在中世纪后期，塞纳河口左岸的翁弗勒尔和右岸阿夫勒尔成为这一地区的主要港口。

### 建城
16世纪初，在海军上将纪尧姆·古菲耶·德·博尼韦的建议下，1517年10月8日，弗朗索瓦一世签署建设条例，在塞纳河河口右岸的平原上建设军港及城市，使其成为镇守整个塞纳河流域出海口的要塞，并将其命名为“勒阿弗尔”。1525年，勒阿弗尔遭受了严重的风暴，港口及教堂被毁。1540年，弗朗索瓦一世邀请意大利建筑师吉罗拉莫·贝拉尔马托参与勒阿弗尔城市规划及建设；同时，为了抵御英格兰军队的入侵，勒阿弗尔还建立的多处军事防御设施，至16世纪末，勒阿弗尔已颇具规模，成为一座重要的港口边防城市。

### 近代
17世纪后，随着新航路开辟及法国大西洋沿岸多个军港的建成，勒阿弗尔军事地位逐渐下降，转型成为一个商业港口。巧克力、咖啡及羊毛成为当地的主要贸易商品。1627年2月22日，圣克里斯托夫公司的四艘船只由勒阿弗尔出海，前往北美大陆，17世纪中后期，又有多家航海公司将勒阿弗尔设为港口基地，勒阿弗尔逐渐成为新航路开辟的重要欧洲口岸。1707年，勒阿弗尔航海家米歇尔·迪博卡热在航行途中发现克利珀顿岛。1728年，首批来自加勒比海地区的咖啡和谷物抵达勒阿弗尔。伴随着贸易的发展，勒阿弗尔的人口数量快速上升，城市由塞纳河口的平原地区向北侧的高地扩张。至18世纪末，勒阿弗尔成为法国第二大港口，仅次于南特，其市区人口数量已达1.8万。法国大革命后，勒阿弗尔成为了内塞纳省（Seine-Inférieure，1955年更名为“滨海塞纳省”）的一个副省会。
勒阿弗尔在工业革命期间获得了极大的发展，在1815年已超过南特，成为法国大西洋沿岸第一大港口；同时，随着1847年铁路的建成，勒阿弗尔通过水陆联运确立了其“巴黎外港”的地位。1855年，法國大西洋海運公司开行了往返于勒阿弗尔与纽约之间的游轮，并很快成为彼时最繁忙的横跨大西洋的航线之一。
工业及经济的发展也带来了贫富差距，19世纪初，为了与英国航运公司竞争，勒阿弗尔的航海资本家不断降低下属船员及工人的待遇，使其生活水平不断下降；此外，1830年至1850年间，勒阿弗尔受到不明疫情的袭击，当地数百名贫困民众遇难。19世纪末，为了巩固海上地位，法国政府斥资对勒阿弗尔城市及港口进行了翻新及扩张，以吸引更多的外来人口。

### 现代

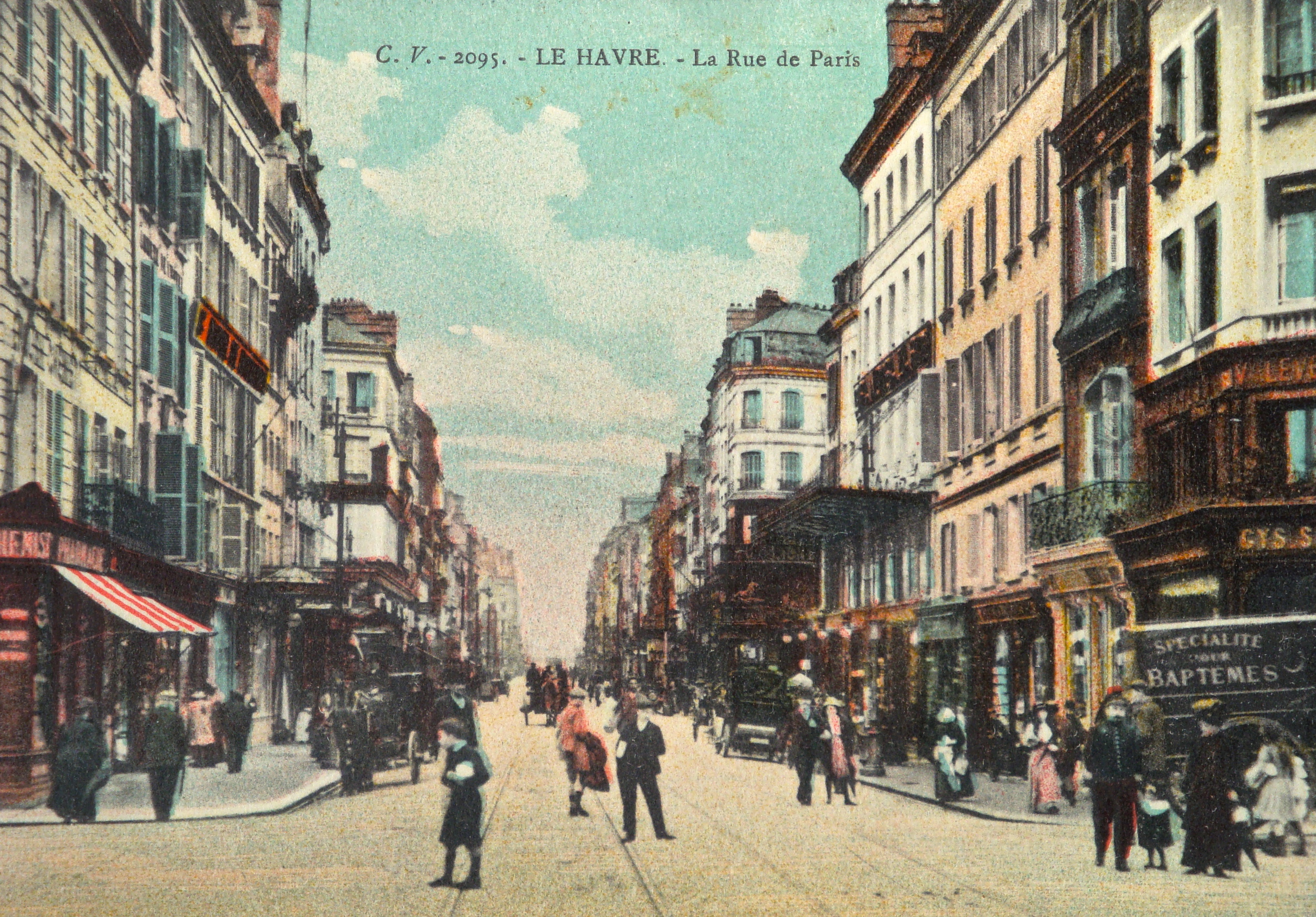
1910年的勒阿弗尔街头

#### 二十世纪初
20世纪初期，勒阿弗尔已成为西欧最大的港口城市之一，仅咖啡的年吞吐量就已超过10万吨，占了整个法国咖啡进口量的80%，此外超过70%的可可也通过勒阿弗尔进入法国。
第一次世界大战期间，被普鲁士军队驱赶的比利时政府曾驻扎于勒阿弗尔西部小镇圣阿德雷斯，使得后者成为比利时的“临时首都”。其间，勒阿弗尔聚集了大量来自法国各殖民地的民众，当地民众自发请愿前往战争前线，超过2.5万名民兵陆续征战，其中约6,500名在战争中身亡。1924年，勒阿弗尔政府修建了大型殉难者纪念碑。
20世纪30年代，受到经济大萧条及国际竞争的影响，勒阿弗尔的工商业受到冲击，造成当地居民大规模失业，引发较为严重的社会危机。

#### 二战及战后重建
勒阿弗尔在第二次世界大战时期被纳粹德军占领，其间屡次受到破坏，其中1944年盟军在打击纳粹海军时对勒阿弗尔进行了毁灭性的轰炸，在剿灭敌军的同时也使得市区内大部分建筑及设施被破坏。二战后，勒阿弗尔重建计划被列入重点工程项目，法国政府最终采用了奥古斯特·佩雷的设计方案，至20世纪60年代初，勒阿弗尔已基本完成恢复重建。2005年7月15日，勒阿弗尔历史城区被列入《世界文化遗产》名录。

## 地理

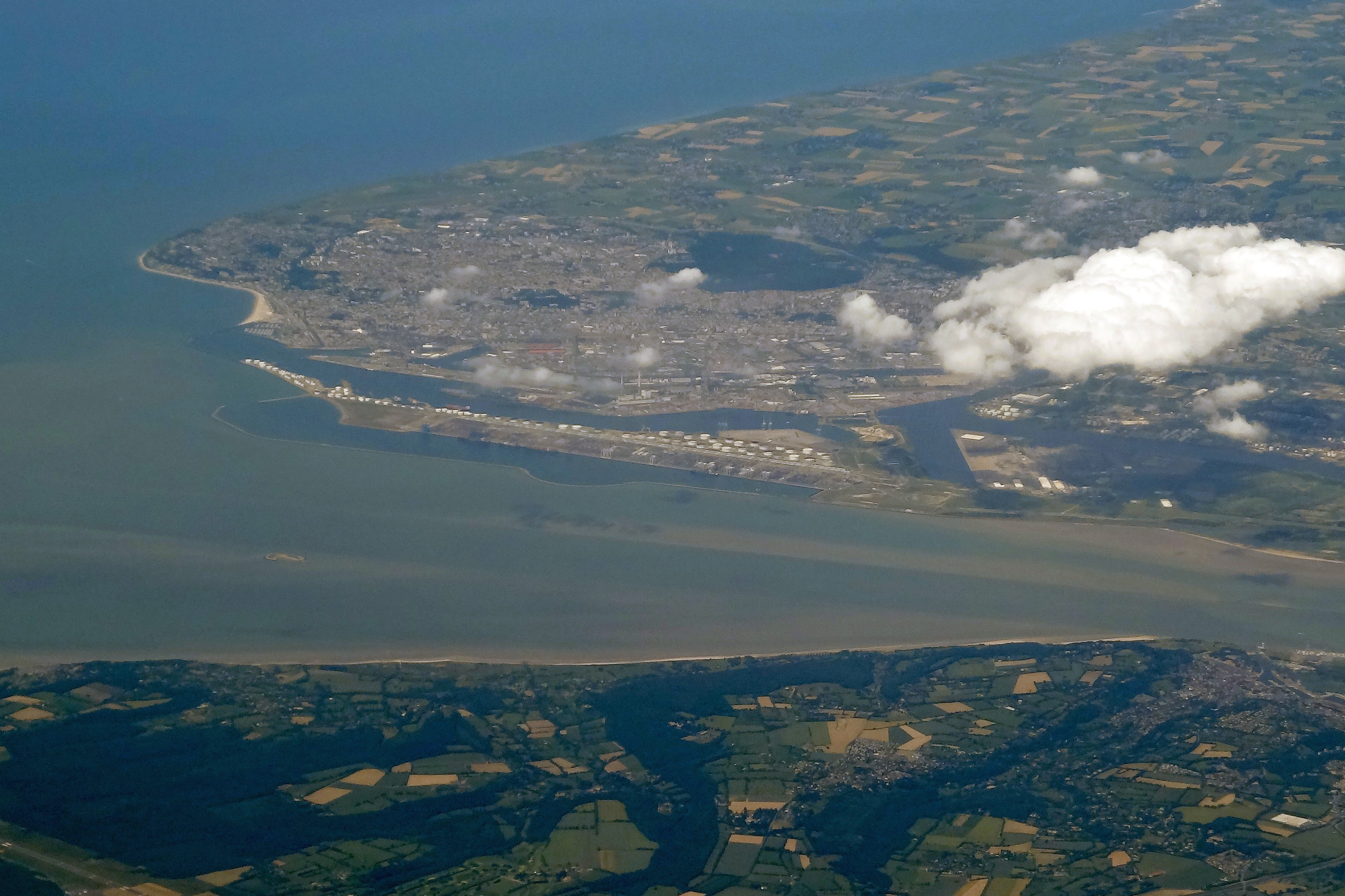
鸟瞰勒阿弗尔

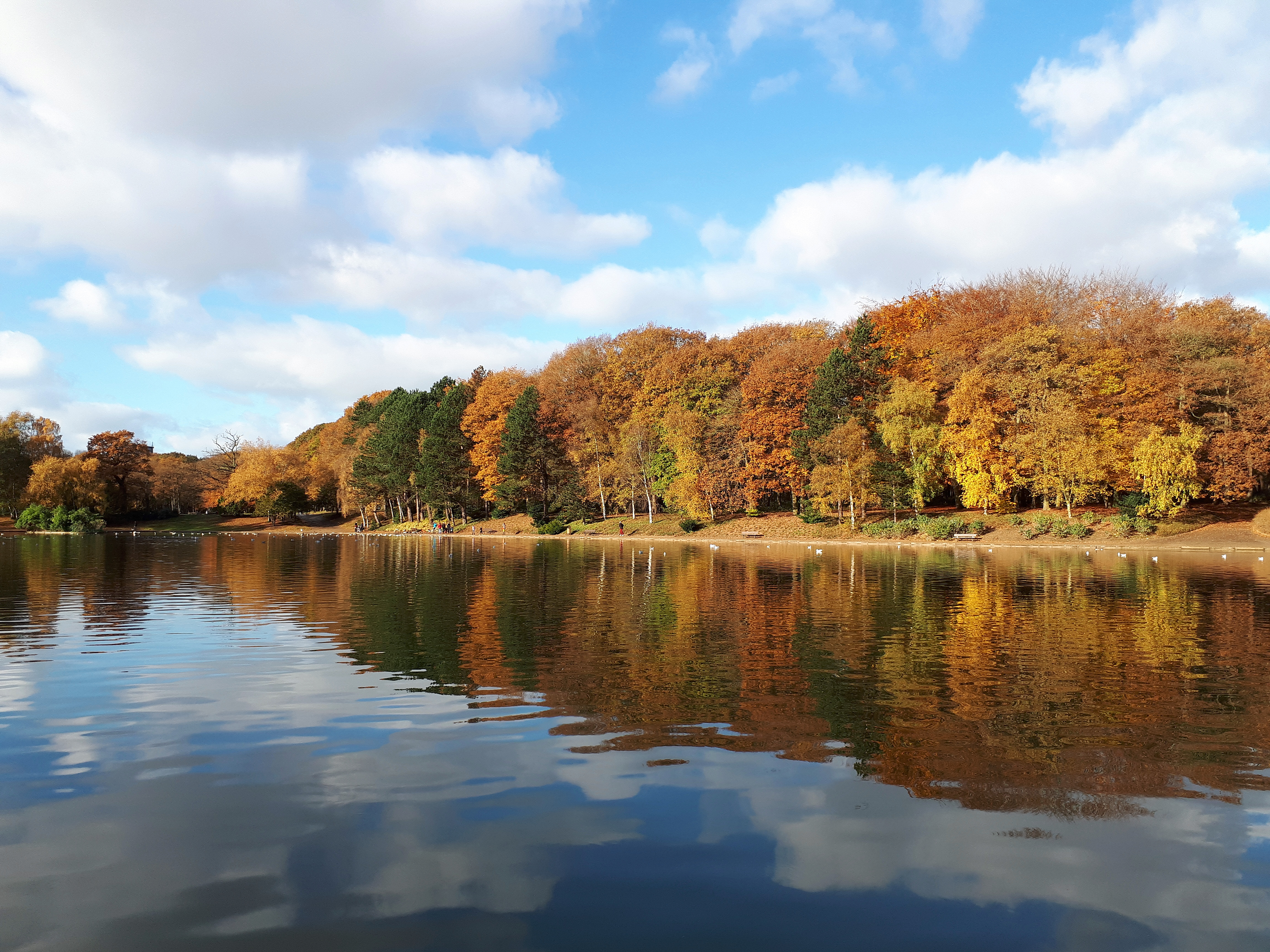
蒙容森林内的一处湖泊

勒阿弗尔位于法国西北部，诺曼底大区北部和滨海塞纳省西部，距离省会鲁昂大约70公里。与勒阿弗尔接壤的市镇包括：阿夫勒尔、方丹拉马莱、贡夫勒维尔洛谢、蒙蒂维利耶、滨海奥克特维尔、圣阿德雷斯。

### 地形
勒阿弗尔境内根据地貌特征可分为上城和下城两部分，其中下城地形平坦，上城则略有起伏，两个区域之间有较为明显的高差，全境海拔在0到105米之间。

### 地质
勒阿弗尔市区范围内的地质结构可分为两类：南侧的下城部分为冲积平原，布满了由塞纳河带来的现代沉积物（Alluvions modernes）；北侧的上城部分地表则多为常年风化侵蚀而形成黄色古高原淤泥（Limons des plateaux）。

### 水文
勒阿弗尔位于塞纳河口北岸，塞纳河是法国五大河流之一。勒阿弗尔沿河口部分为工业及港口区域，而对公众开放的海滩则集中于市区西部。

### 植被
勒阿弗尔属于温带落叶林区，市区北部的蒙容森林（Forêt de Montgeon）以及东北部的鲁埃勒公园（Parc de Rouelles）是当地的主要绿地。

### 气候
勒阿弗尔在柯本气候分类法中属于温带海洋性气候，全年温差较小，降水冬季多于夏季，总体分布均匀。
勒阿弗尔境内设有气象站，该气象站的最高气温记录为38.1摄氏度，出现于2019年7月25日；最低气温记录为-13.8摄氏度，出现于1985年1月17日。以下为该气象站的具体数据：
| 勒阿弗尔1981年－2019年 | 勒阿弗尔1981年－2019年 | 勒阿弗尔1981年－2019年 | 勒阿弗尔1981年－2019年 | 勒阿弗尔1981年－2019年 | 勒阿弗尔1981年－2019年 | 勒阿弗尔1981年－2019年 | 勒阿弗尔1981年－2019年 | 勒阿弗尔1981年－2019年 | 勒阿弗尔1981年－2019年 | 勒阿弗尔1981年－2019年 | 勒阿弗尔1981年－2019年 | 勒阿弗尔1981年－2019年 | 勒阿弗尔1981年－2019年 |
| 月份                   | 1月                    | 2月                    | 3月                    | 4月                    | 5月                    | 6月                    | 7月                    | 8月                    | 9月                    | 10月                   | 11月                   | 12月                   | 全年                   |
| ---------------------- | ---------------------- | ---------------------- | ---------------------- | ---------------------- | ---------------------- | ---------------------- | ---------------------- | ---------------------- | ---------------------- | ---------------------- | ---------------------- | ---------------------- | ---------------------- |
| 历史最高温 °C（°F）    | 14.9 (58.8)            | 20 (68)                | 22 (72)                | 26.5 (79.7)            | 30 (86)                | 34.7 (94.5)            | 38.1 (100.6)           | 36.3 (97.3)            | 33.6 (92.5)            | 28.5 (83.3)            | 20 (68)                | 16.4 (61.5)            | 38.1 (100.6)           |
| 平均高温 °C（°F）      | 7.2 (45.0)             | 7.7 (45.9)             | 10.1 (50.2)            | 12.5 (54.5)            | 16 (61)                | 18.5 (65.3)            | 20.7 (69.3)            | 21 (70)                | 18.9 (66.0)            | 15.4 (59.7)            | 11 (52)                | 7.9 (46.2)             | 13.9 (57.0)            |
| 日均气温 °C（°F）      | 5.3 (41.5)             | 5.5 (41.9)             | 7.7 (45.9)             | 9.7 (49.5)             | 13 (55)                | 15.6 (60.1)            | 17.8 (64.0)            | 18.1 (64.6)            | 16.2 (61.2)            | 12.9 (55.2)            | 8.9 (48.0)             | 6 (43)                 | 11.4 (52.5)            |
| 平均低温 °C（°F）      | 3.4 (38.1)             | 3.3 (37.9)             | 5.3 (41.5)             | 6.9 (44.4)             | 10 (50)                | 12.7 (54.9)            | 14.9 (58.8)            | 15.3 (59.5)            | 13.4 (56.1)            | 10.5 (50.9)            | 6.9 (44.4)             | 4 (39)                 | 8.9 (48.0)             |
| 历史最低温 °C（°F）    | −13.8 (7.2)            | −12.5 (9.5)            | −7.8 (18.0)            | −1 (30)                | 1.2 (34.2)             | 4.4 (39.9)             | 8 (46)                 | 8.4 (47.1)             | 3.3 (37.9)             | −0.2 (31.6)            | −8.5 (16.7)            | −8.6 (16.5)            | −13.8 (7.2)            |
| 平均降水量 mm（）      | 70 (2.8)               | 51.8 (2.04)            | 57.2 (2.25)            | 54.4 (2.14)            | 59.4 (2.34)            | 61 (2.4)               | 52.3 (2.06)            | 56.9 (2.24)            | 67.2 (2.65)            | 86.4 (3.40)            | 85.5 (3.37)            | 88.2 (3.47)            | 790.3 (31.11)          |
| 月均日照時數           | 59                     | 74                     | 117                    | 158                    | 183                    | 202                    | 199                    | 192                    | 156                    | 108                    | 60                     | 49                     | 1,557                  |
| 来源：infoclimat.fr    |                        |                        |                        |                        |                        |                        |                        |                        |                        |                        |                        |                        |                        |

## 行政区划
勒阿弗尔是法国诺曼底大区滨海塞纳省的一个市镇，编号为76351，它也是滨海塞纳省的一个副省会。勒阿弗尔下辖勒阿弗尔区，管理勒阿弗尔第一县、第二县、第三县、第四县、第五县和第六县，同时也是勒阿弗尔塞纳河城市公共社区（简称）的办公驻地。
法国国家统计与经济研究所（简称）在进行数据统计时，将勒阿弗尔及相邻的另外17个市镇设为勒阿弗尔城市核心区，并将包括核心区在内的周边共72个市镇划为勒阿弗尔城市区。同时，还将勒阿弗尔市镇分为了87个“块区”（IRIS），以便于统计人口分布情况。
勒阿弗尔市镇被划为25个街区，其中23个常住居民区实行街区自治制度。
| 中心城区 圣樊尚 布莱维尔 阿纳托尔·法朗士 · -丹东 桑维克 多勒马尔 图尔讷维尔 圣玛丽- · 圣莱昂 西海岸-奥尔莫 潘卡迪诺 厄尔河 红沼地 布莱维尔 · 树林 勒克莱尔 · 沼地 圣塞西尔 阿尔科勒- · 布兰多 雪域 港口 阿普勒蒙 格拉维尔 贝勒谷 蒙容森林 东海岸-索康斯 蒙加亚尔 科克里欧维尔 鲁埃勒 |                      |          |           |
| 地理分区 | 街区名称*            | 街区原名 | 人口数量* |
| 下城 | 中心城区             |          | 18,498    |
| 下城 | 圣樊尚               |          | 3,571     |
| 下城 | 西海岸-奥尔莫        |          | 10,206    |
| 下城 | 阿纳托尔·法朗士-丹东 |          | 12,587    |
| 下城 | 东海岸-索康斯        |          | 7,890     |
| 下城 | 圣玛丽-圣莱昂        |          | 8,667     |
| 下城 | 格拉维尔             |          | 7,130     |
| 上城 | 桑维克               |          | 14,176    |
| 上城 | 图尔讷维尔           |          | 3,769     |
| 上城 | 圣塞西尔             |          | 6,020     |
| 港区 | 厄尔河               |          | 4,211     |
| 港区 | 阿尔科勒·布兰多      |          | 5,119     |
| 港区 | 贝勒谷               |          | 4,663     |
| 港区 | 雪域                 |          | 1,749     |
| 港区 | 港口                 |          | -         |
| 西北组团 | 克莱尔沼地           |          | 6,866     |
| 西北组团 | 红沼地               |          | 3,444     |
| 西北组团 | 布莱维尔             |          | 8,150     |
| 西北组团 | 布莱维尔树林         |          | 3,283     |
| 西北组团 | 潘卡迪诺             |          | 4,564     |
| 西北组团 | 蒙加亚尔             |          | 9,447     |
| 西北组团 | 多勒马尔             |          | 2,801     |
| 东北组团 | 阿普勒蒙             |          | 7,665     |
| 东北组团 | 科克里欧维尔         |          | 15,083    |
| 东北组团 | 鲁埃勒               |          | 3,193     |
| 蒙容森林 | 蒙容森林             |          | -         |
| *注：中文名称非官方正式翻译，仅供参考。人口数量为2013年数据。 |                      |          |           |

## 交通

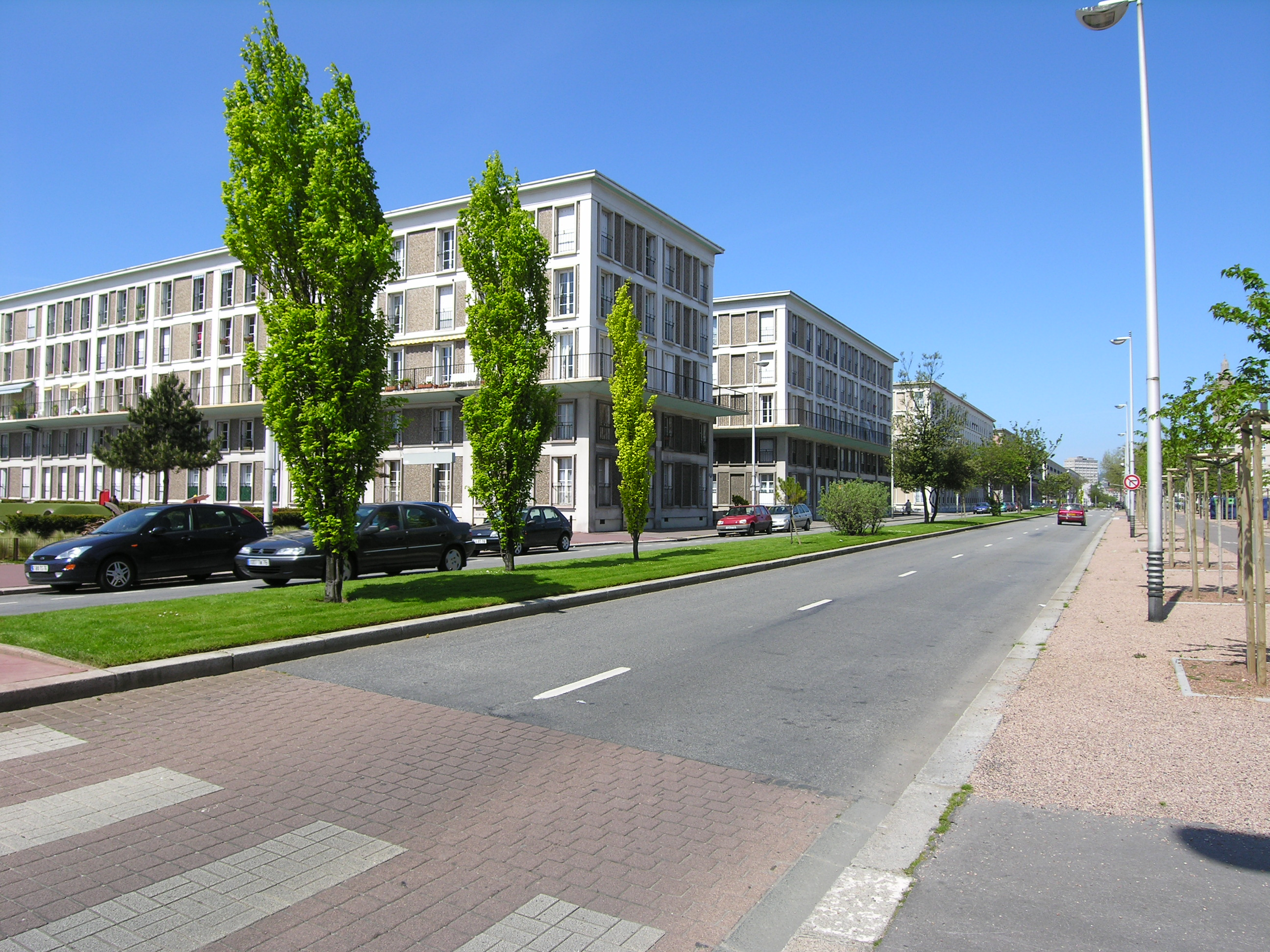
弗朗索瓦一世大街

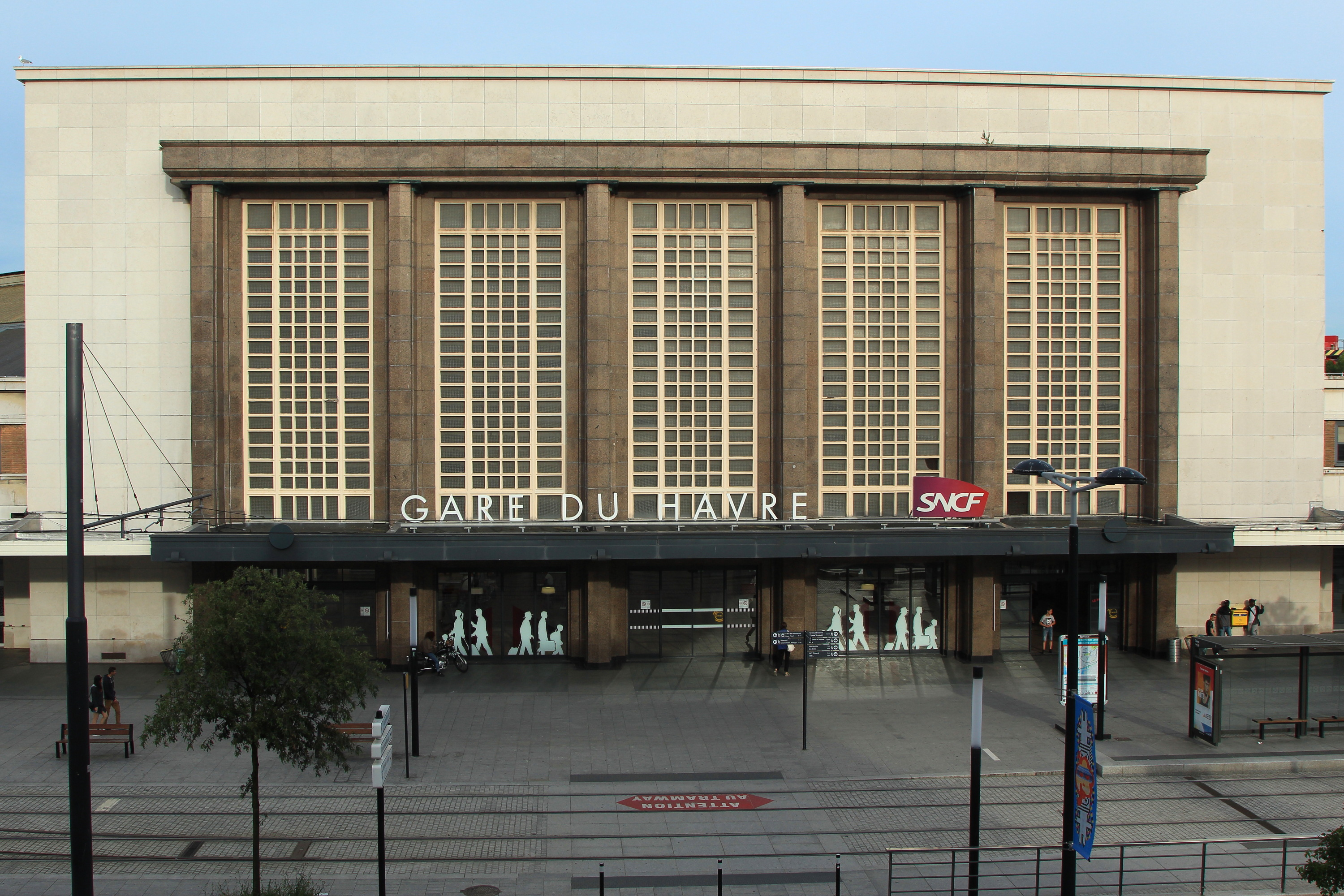
勒阿弗尔火车站

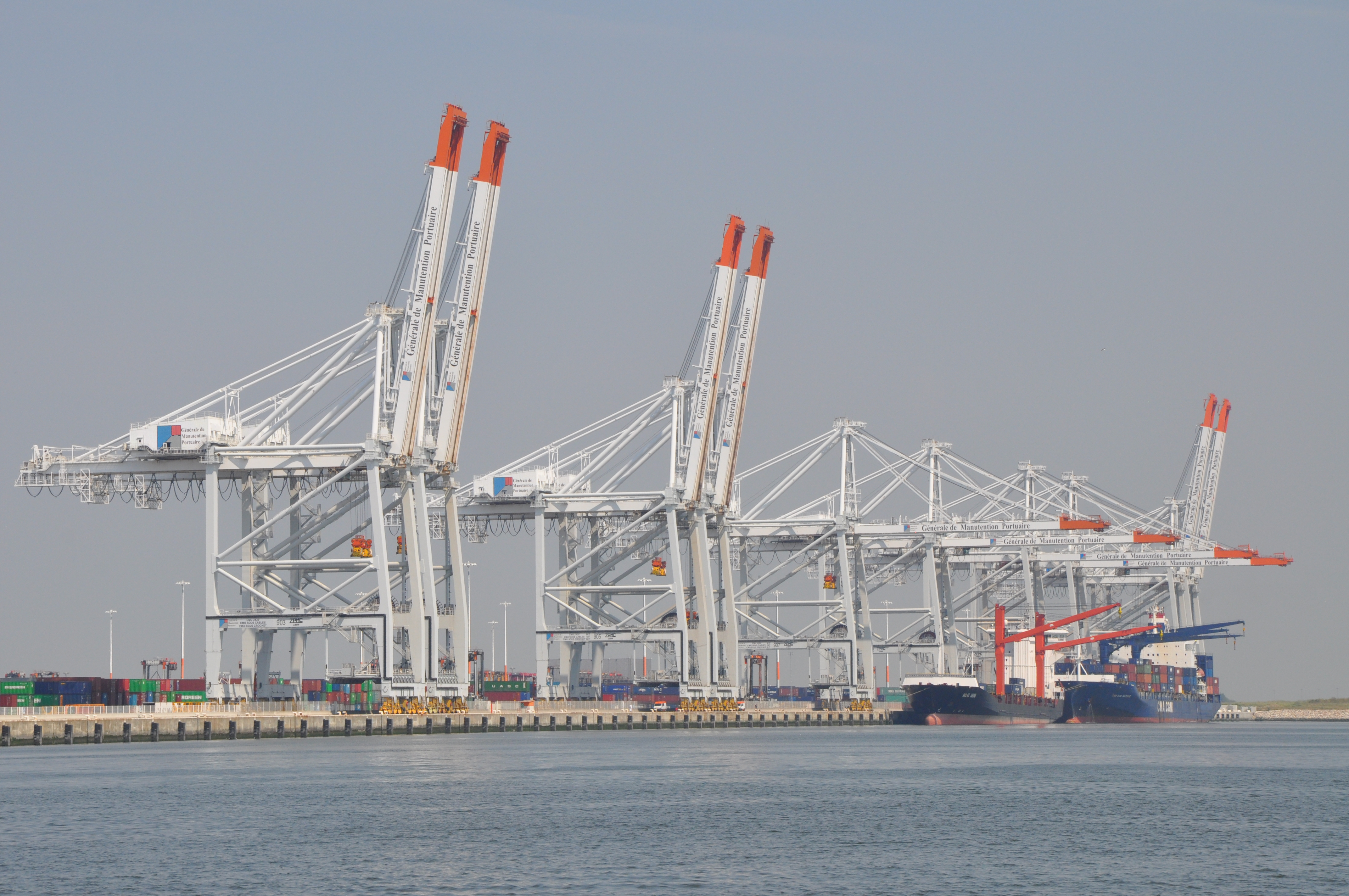
勒阿弗尔港口设施

### 公路
法国国家A131高速公路直通勒阿弗尔市区，另有多条滨海塞纳省省道在勒阿弗尔境内交汇。诺曼底大区公共交通开行由勒阿弗尔前往卡昂、费康、多維爾等地的城际班车，另有校车线路可前往周边部分市镇。自2017年起，一些跨国客运公司亦开行由勒阿弗尔出发前往巴黎及一些东部城市的长途客运巴士。
2016年，61.4%的勒阿弗尔家庭拥有至少一辆的私人汽车。同年，勒阿弗尔境内共发生各类交通事故146起，造成4人遇难，183人受伤。勒阿弗尔市区内设有多处停车场，自2018年1月1日起，所有符合法国国家标准的电动汽车均可在勒阿弗尔市区内免费停放。

### 铁路
勒阿弗尔是巴黎－勒阿弗尔铁路的终点站，勒阿弗尔站位于市区中部，是一个尽头式铁路车站，该站每天开行一班直达马赛的高速列车，途径凡尔赛、里昂等地，此外勒阿弗尔站还开行数十班前往巴黎、鲁昂及蒙蒂维利耶三个方向的区域列车。除勒阿弗尔站外，勒阿弗尔境内还有勒阿弗尔格拉维尔站，后者是一个铁路乘降所，因地处格拉维尔街区而得名，供当地居民通勤使用。

### 航空
勒阿弗尔-奥克特维尔机场是当地的一个民用机场，在2009年以前，该机场曾开行多条固定航班，现仅开行前往里昂的季节性航线。除此之外，距离勒阿弗尔最近的民用航空站为多维尔诺曼底机场，距离勒阿弗尔市中心车程约20公里。

### 港口
勒阿弗尔因港口而兴，在航空普及及英法海底隧道建成以前，勒阿弗尔是欧洲大陆前往英国及北美的重要通商口岸。2013年，勒阿弗尔大海港吞吐量达6757.4万吨，是法国吞吐量第二大的港口，仅次于马赛，在全球排名第68位；其中集装箱吞吐量于2017年达到了288万吨，在法国排名第一，全球排名第56位。

### 城市公共交通
勒阿弗尔城市公共交通由法国交通发展集团负责运营，截至2020年7月，该系统共包括2条有轨电车线路和27条公交线路，路网覆盖了城市公共社区内的所有市镇。
老式勒阿弗尔有轨电车始建于1874年，是当地最早出现的公共交通工具，后因设施老化及私家车的兴起而于1951年废弃。现代勒阿弗尔有轨电车由两条线路构成，自2012年12月12日起投入商业运行。
1890年建成的勒阿弗尔缆车全长343米，高差78米，连接了勒阿弗尔上下两个城区，是勒阿弗尔城市公共交通的组成部分。

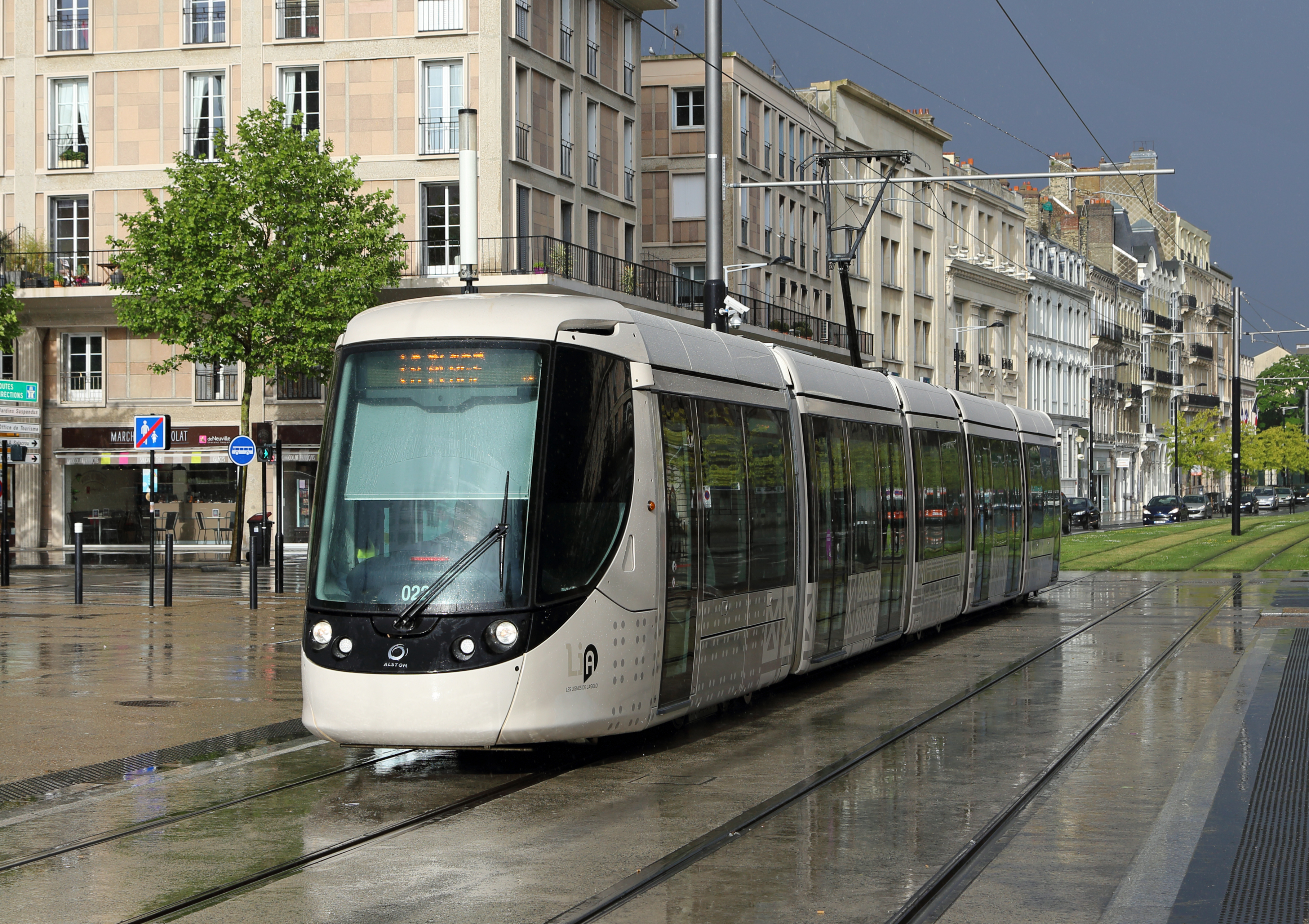
勒阿弗尔有轨电车
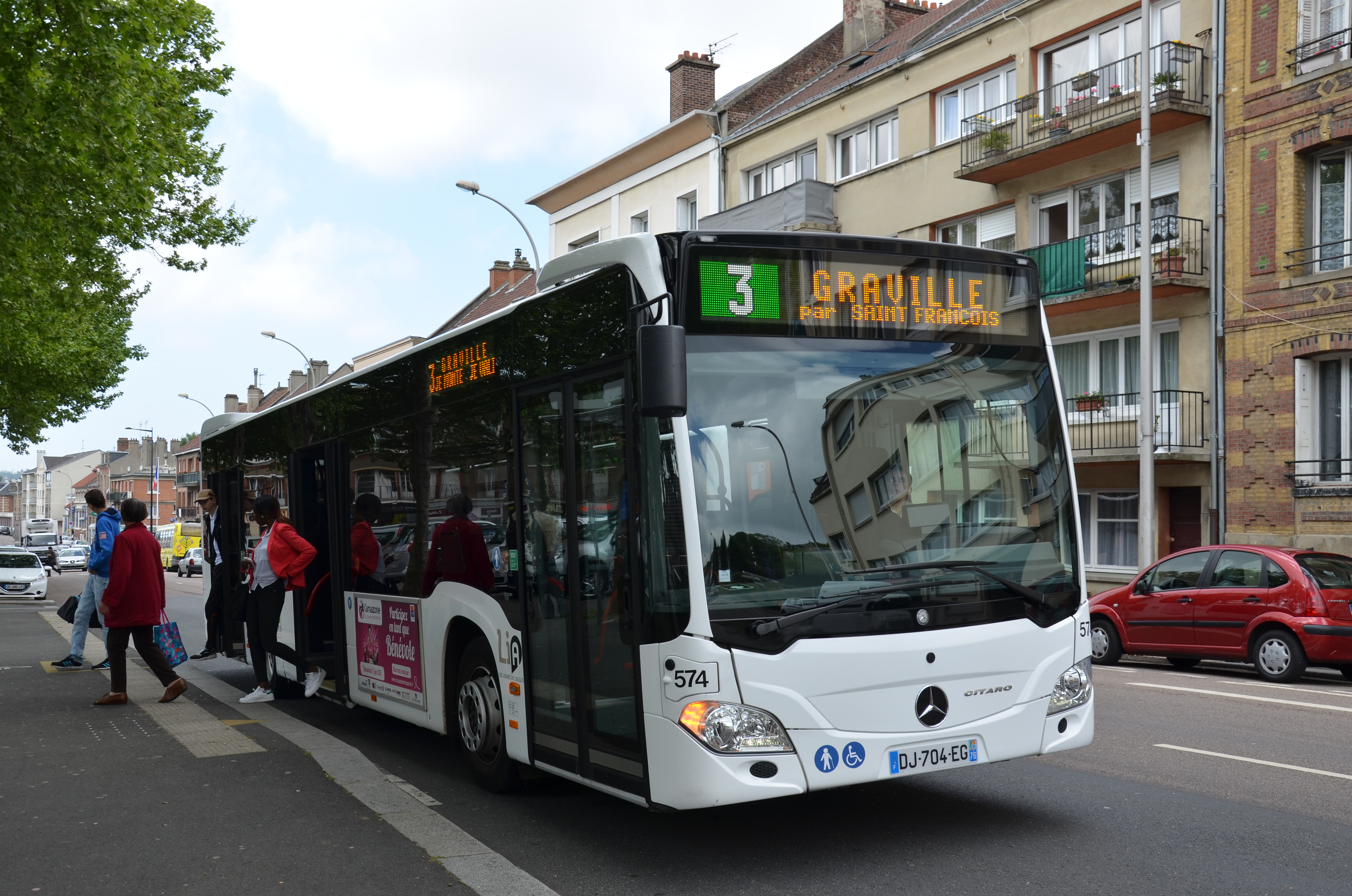
勒阿弗尔公交3路
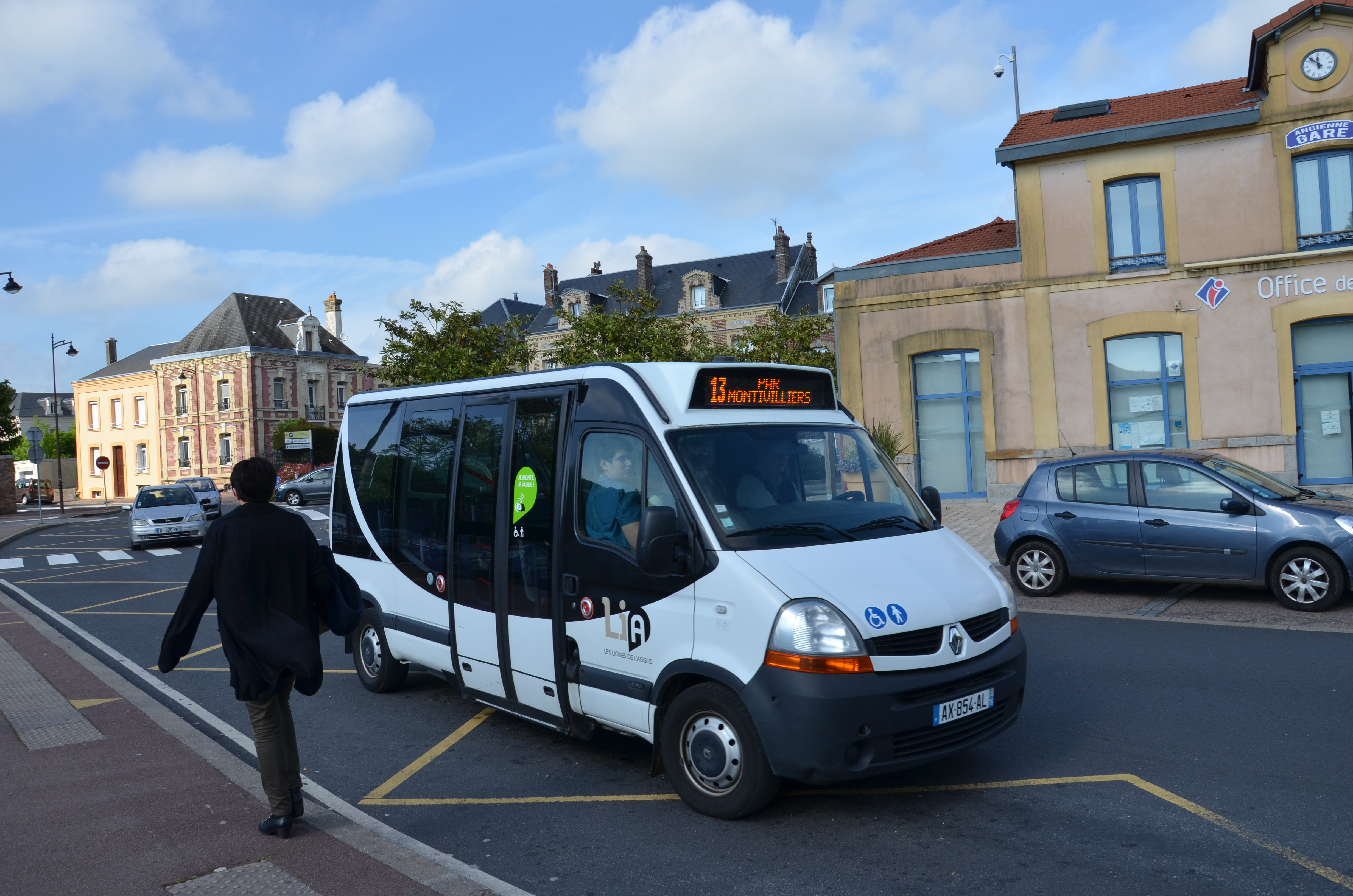
勒阿弗尔公交13路
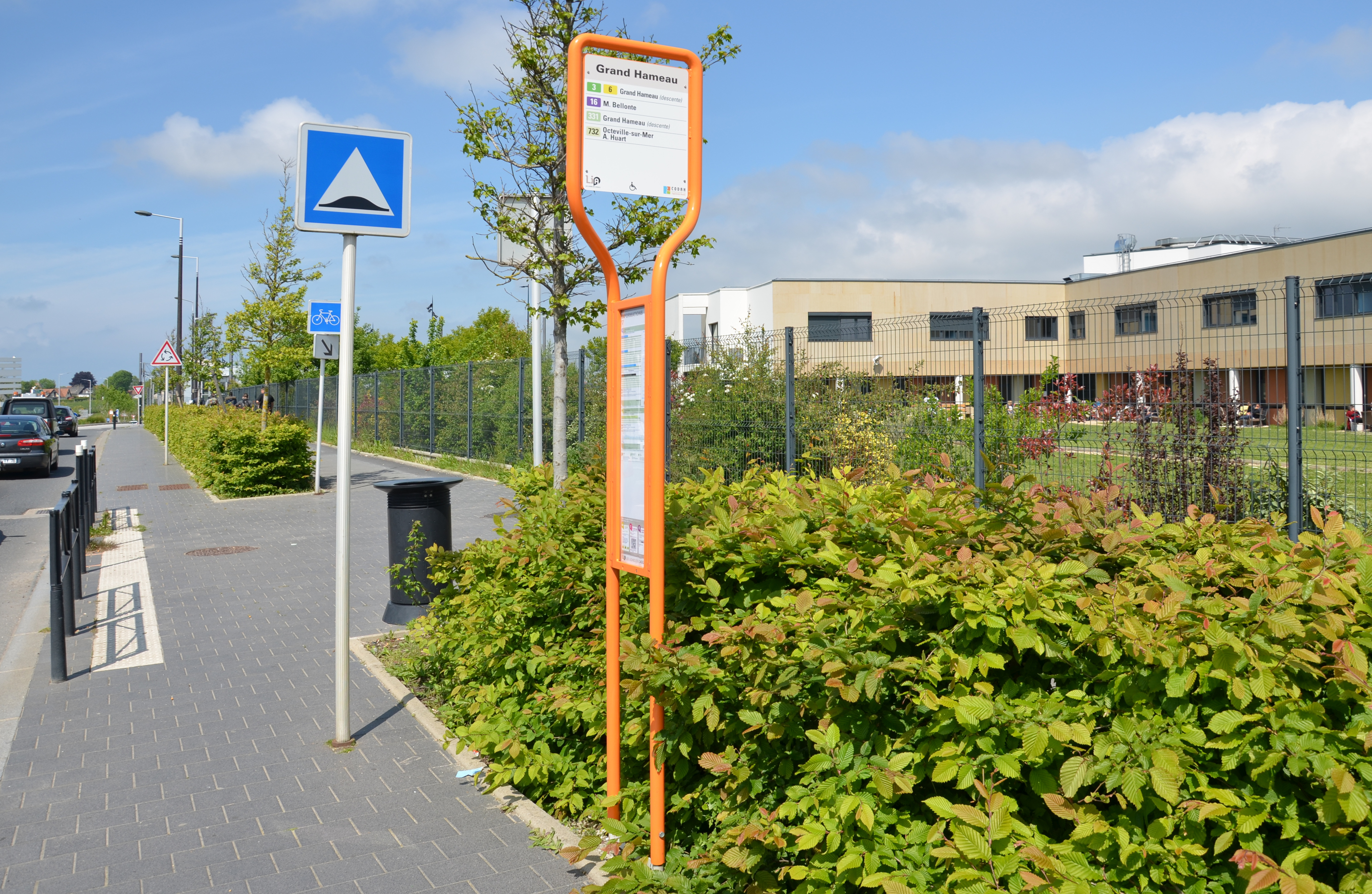
勒阿弗尔的一处公交站牌
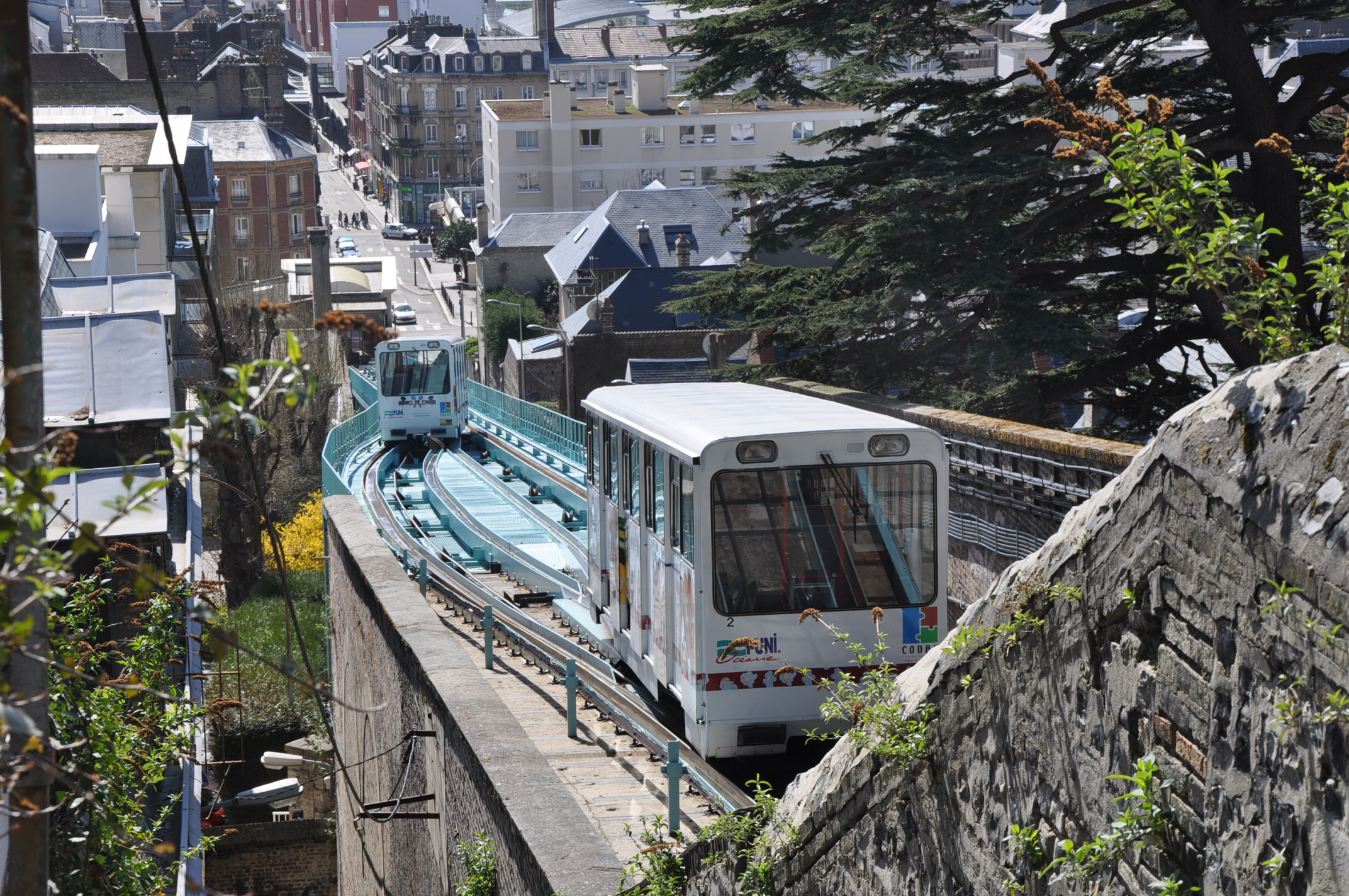
勒阿弗尔缆车
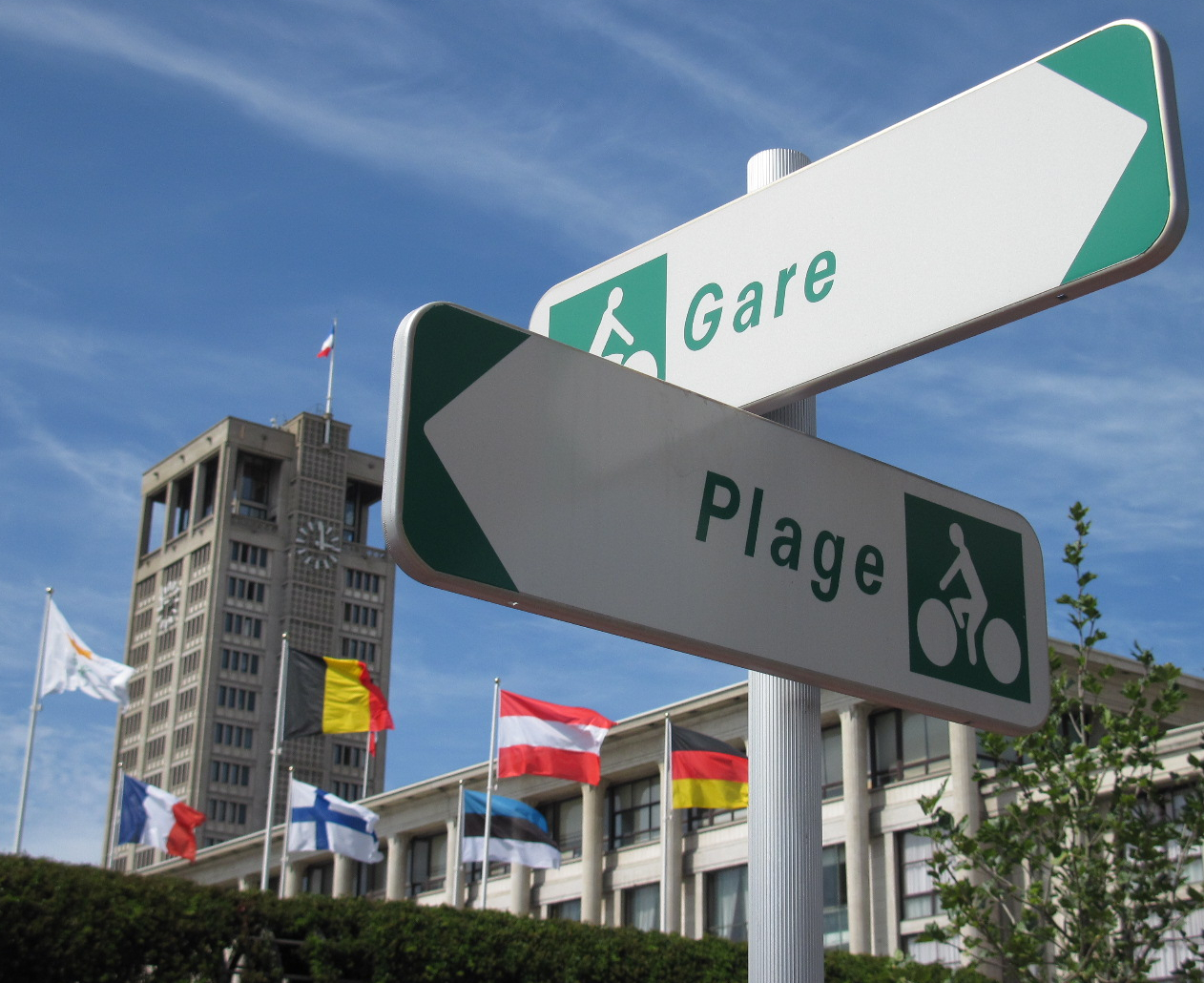
自行车道标志

## 政治

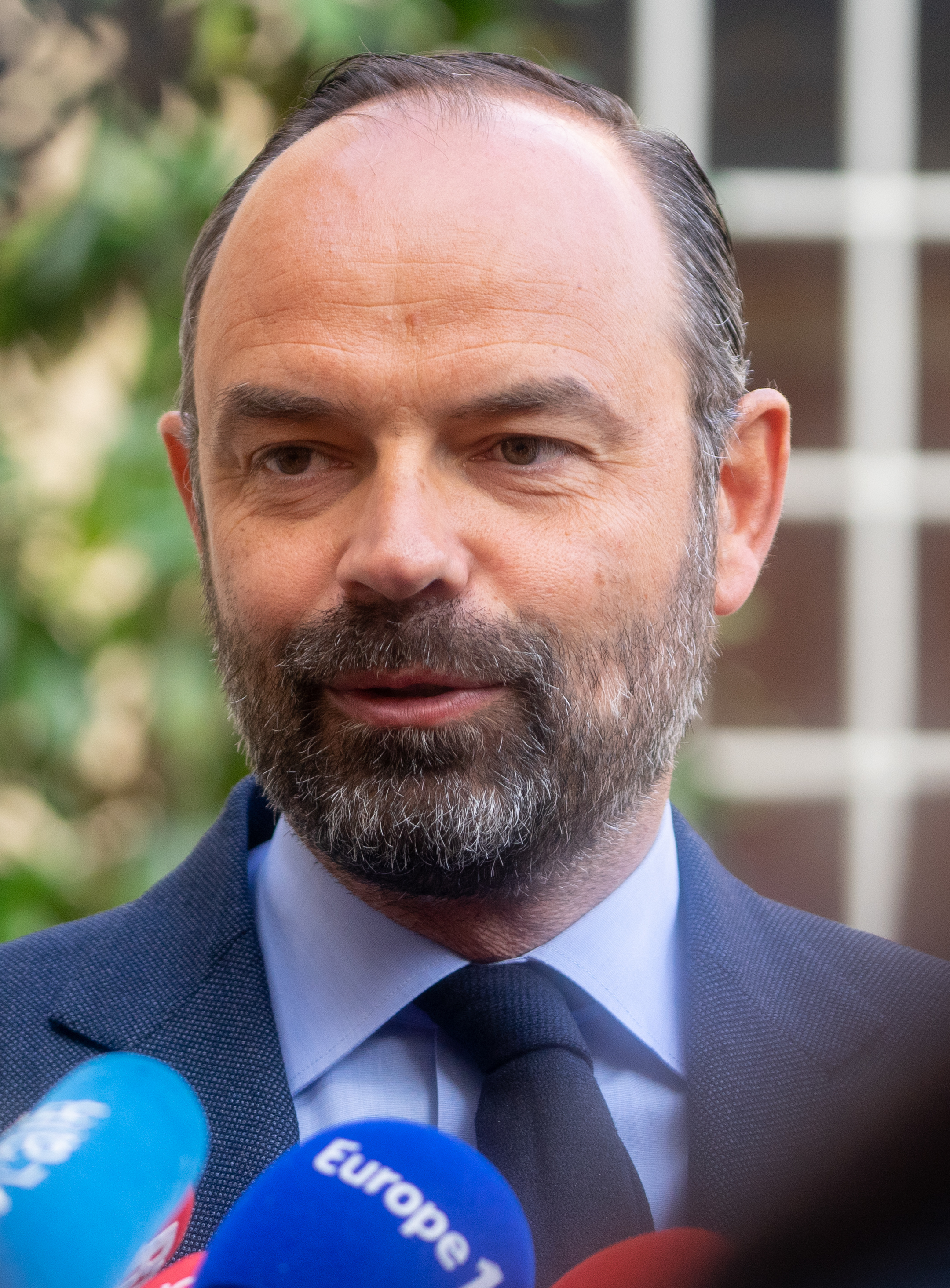
现任勒阿弗尔市长爱德华·菲利普

勒阿弗尔的现任市长为爱德华·菲利普先生，他是地平线的一名成员，在2020年的市政选举中获得了58.83%的支持率。
在2017年的法国总统大选中，法国第25任总统埃马纽埃尔·马克龙在勒阿弗尔获得了67.33%的支持率。
| 勒阿弗尔历届市长 |                      |                                     |
| 任期             | 市长                 | 党派                                |
| 1945年－1947年   | 皮埃尔·瓦赞          | 不详                                |
| 1947年－1954年   | 皮埃尔·库朗          | 不详                                |
| 1954年－1956年   | 利奥波德·阿巴迪      | 不详                                |
| 1956年－1965年   | 罗贝尔·蒙吉永        | PCF法国共产党 →SFIO工人国际法国支部 |
| 1965年－1971年   | 勒内·康斯            | PCF法国共产党                       |
| 1971年－1994年   | 安德烈·迪罗梅亚      | PCF法国共产党                       |
| 1994年－1995年   | 达尼埃尔·科利亚尔    | PCF法国共产党                       |
| 1995年－2010年   | 安托万·吕弗纳克      | RPR保衛共和聯盟 →UMP人民运动联盟    |
| 2010年－2017年   | 爱德华·菲利普        | UMP人民运动联盟 →LR共和黨           |
| 2017年－2019年   | 吕克·勒莫尼耶        | UMP人民运动联盟 →LR共和黨           |
| 2019年－2020年   | 让-巴蒂斯德·加斯蒂纳 | LR共和黨                            |
| 2020年－         | 爱德华·菲利普        | 地平线                              |

## 人口
2017年，勒阿弗尔市镇人口数量为170,147，在法国排名第15位。其中男性80,152人，女性90,200人，75岁及以上人口占8.5%，外籍人口数量为10,456人，人口密度为3,624人/平方公里，当地居民被称为（男性）或（女性）。2018年，勒阿弗尔境内出生2,159人，死亡人口1,871人。
| 年份   | 1936    | 1946    | 1954    | 1962    | 1968    | 1975    | 1982    | 1990    | 1999    | 2006    | 2011    | 2016    | 2017    |
| ------ | ------- | ------- | ------- | ------- | ------- | ------- | ------- | ------- | ------- | ------- | ------- | ------- | ------- |
| 人口數 | 164,083 | 106,934 | 139,810 | 185,029 | 205,236 | 217,882 | 199,388 | 195,854 | 190,905 | 182,580 | 174,156 | 170,352 | 170,147 |

## 经济

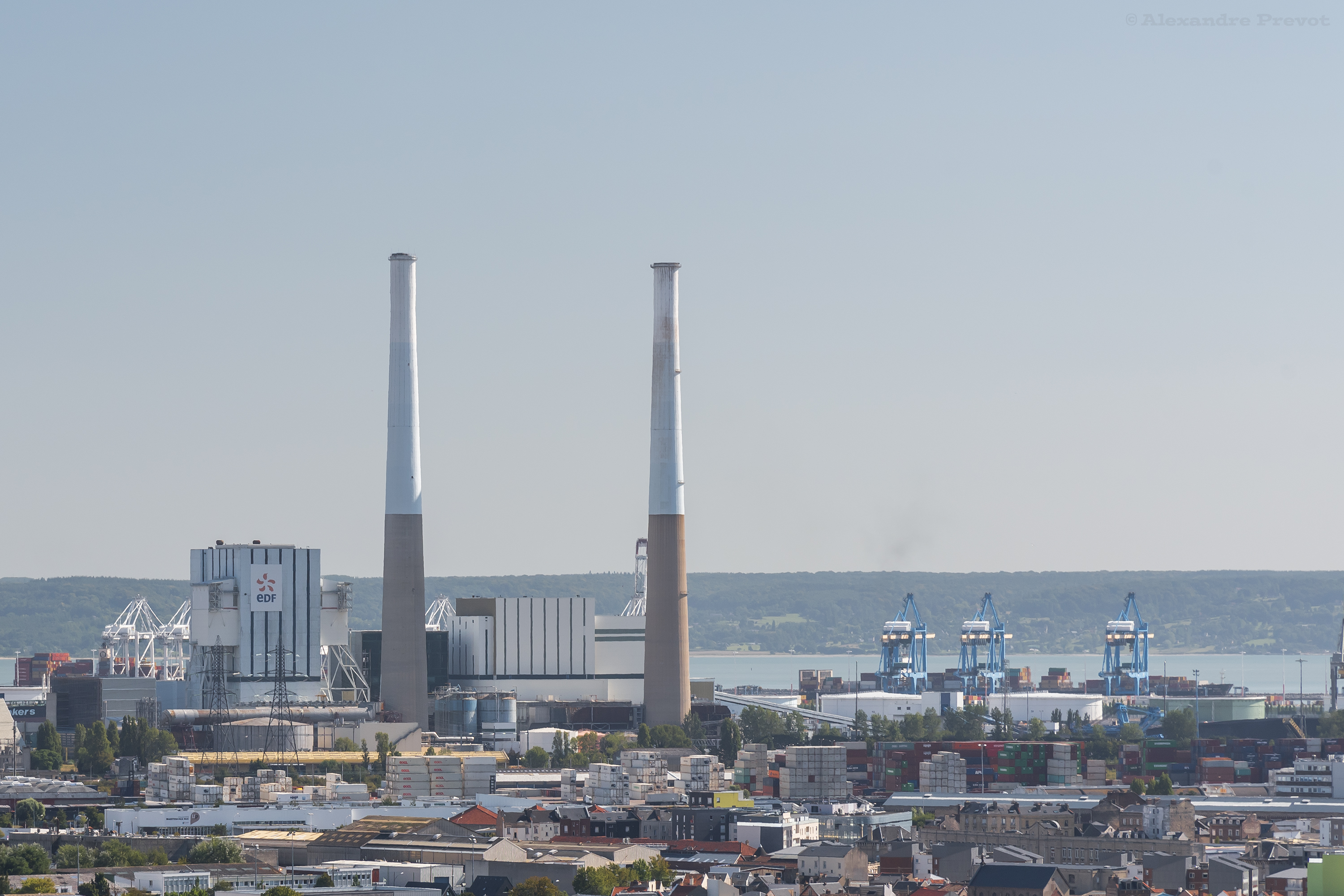
勒阿弗尔热电站

勒阿弗尔是一个区域性的中心城市，当地共有各类用人单位16,223家，平均历史为16年，行政、医疗及社会服务是当地的主要就业岗位类型。
在第一产业方面，勒阿弗尔市区北部和东部的科地区（Pays de Caux）是法国北部重要的农业及畜牧业区，这一区域地形相对平坦，水源充足，土壤以沉积淤泥为主，适合大部分温带农作物生长，小麦、玉米、柑橘、土豆、油菜等为当地主要的经济农作物。
在第二产业方面，勒阿弗尔因港口而兴，大量化工及能源企业依靠其港口优势而在此建厂，其中能源化工是当地主要的工业类型，道达尔、雪佛龍、朗盛、固特异、欧安诺等相关跨国企业均在此设有分工厂。隶属于法国国家电力公司的勒阿弗尔热电站位于市区南部，建成于1968年，共有四台机组，2017年的总发电量达2,040吉瓦·时，但由于其属于高污染企业，法国政府计划于2021年4月1日关闭该电站。除此之外，勒阿弗尔城市公共社区内还有多个工业部门，其中位于桑杜维尔境内的雷诺工厂为当地提供了近两千个就业岗位。
在第三产业方面，勒阿弗尔自二战后逐渐发展成为一座科教城市，当地设有数十所不同级别的教育机构，而勒阿弗尔医疗集团及法国国铁等部门亦为勒阿弗尔带来了数千个就业岗位。此外，作为距离法国首都巴黎最近的海滨城市之一，勒阿弗尔每年接待了大量游客，旅游业方兴未艾。

## 财政收入
勒阿弗尔的财政事务由其城市公共社区负责。2018年，勒阿弗尔的财政收入总额为262,128,000欧元，财政支出总额为238,096,000欧元，当年的债务总额为281,145,000欧元。
2014年，勒阿弗尔的人均收入总额为2,645欧元，其中高职人员为4,258欧元，普通职员为1,860欧元。
2016年，勒阿弗尔境内的青壮年（15至64岁）失业率为21.8%，当地39.7%的家庭拥有纳税资格。

## 社会事务

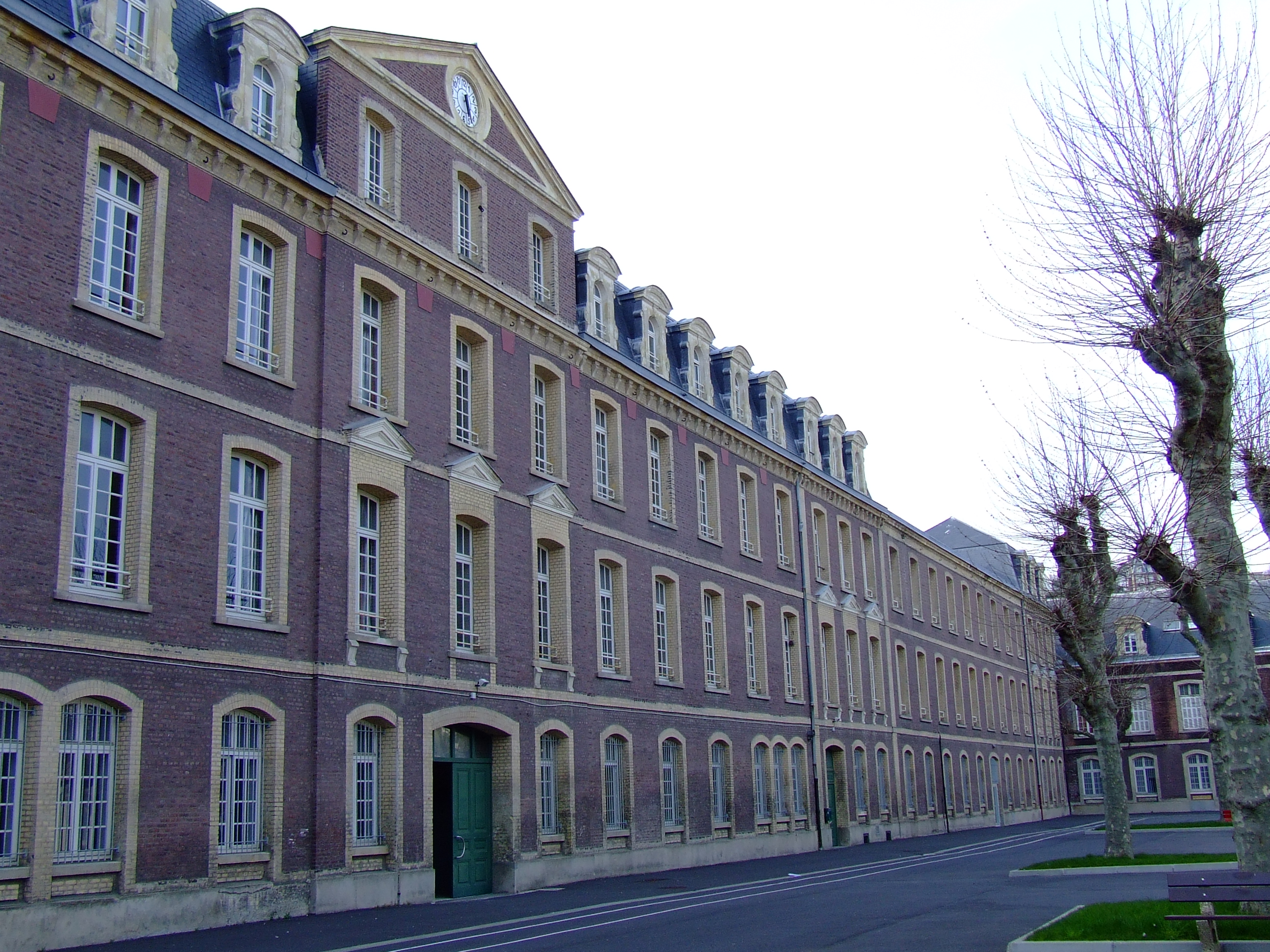
弗朗索瓦一世高级中学

### 教育
勒阿弗尔属于鲁昂学区。截止2018年1月1日，勒阿弗尔境内共有51所幼儿园、56所小学、19所初级中学、7所普通高中和8所职业高中。2018至2019学年度，勒阿弗尔境内共有在校中小学生14,845名。
| 勒阿弗尔主要高等学府                   | 勒阿弗尔主要高等学府 | 勒阿弗尔主要高等学府 | 勒阿弗尔主要高等学府 | 勒阿弗尔主要高等学府 |
| 中文名称                               | 法语名称或缩写       | 类别                 | 成立年代             | 备注                 |
| -------------------------------------- | -------------------- | -------------------- | -------------------- | -------------------- |
| 勒阿弗尔大学                           |                      | 综合公立大学         | 1986                 |                      |
| 高等物流学院                           |                      | 工程师学校、大学校   | 1994                 | [ 文 4 ]             |
| 高等国立海洋学校 （勒阿弗尔校区）      |                      | 工程师学校、大学校   | 2010                 | [ 文 5 ]             |
| 诺曼底管理学校                         |                      | 商学院               | 2006                 |                      |
| 巴黎政治学院 （鲁昂校区-勒阿弗尔分校） |                      | 大学校               | 2007                 |                      |
| 勒阿弗尔-鲁昂高等艺术设计学校          |                      | 艺术学校             | 2010                 |                      |

### 医疗

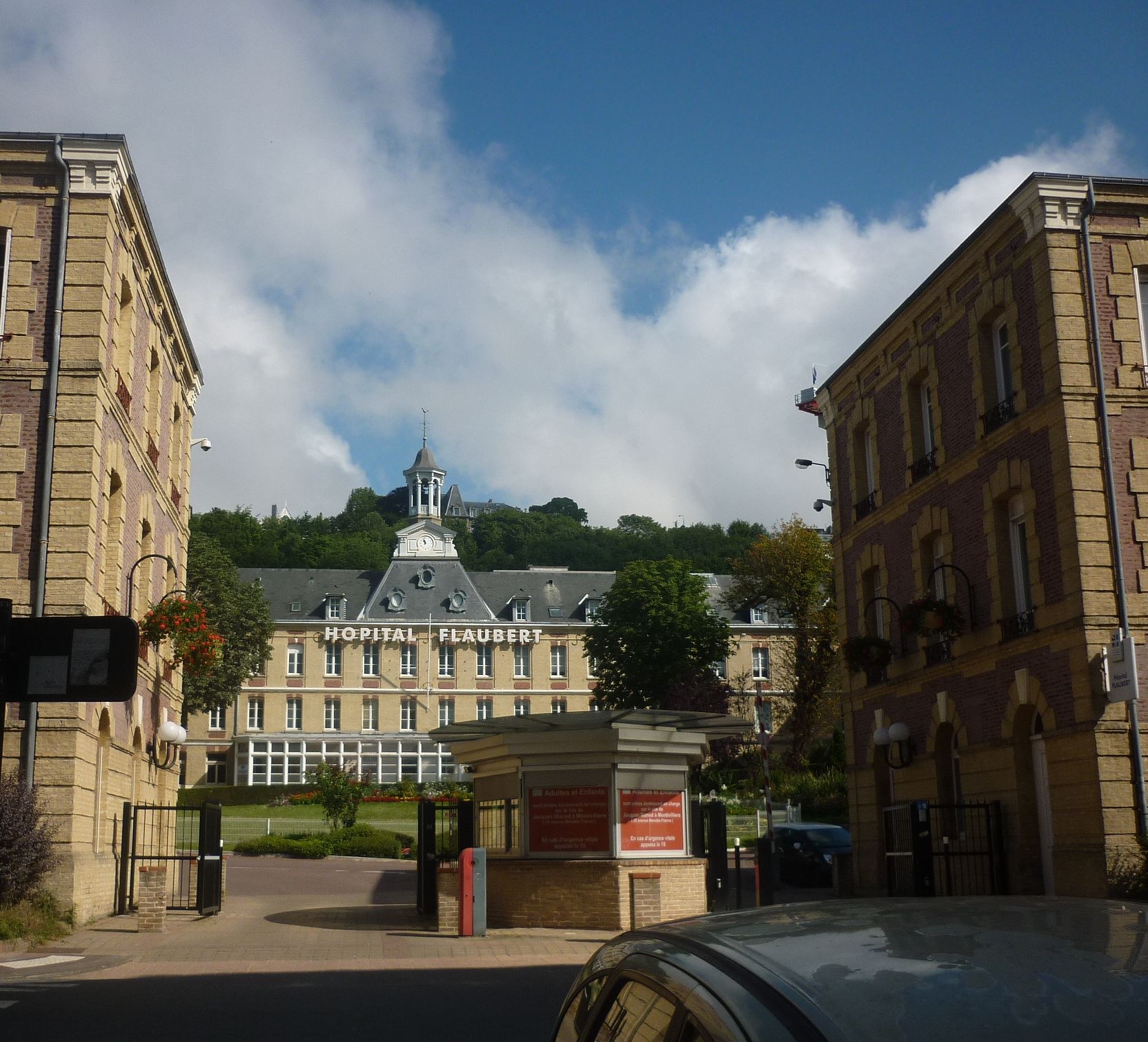
弗洛贝尔医院

截止2018年1月1日，勒阿弗尔境内共有全科医生162名、保健师135名、牙医88名、护士237名、耳科医生9名、眼科医生17名、皮肤科医生12名、助产士18名、儿科医生12名和妇科医生14名。境内共有药房60家，养老院18家，残疾人帮扶中心28家。
勒阿弗尔医疗集团是当地的公立医疗系统，隶属于鲁昂大学医学院，其在勒阿弗尔市区及附近共设有三个医院：
- 雅克·莫诺医院（Hôpital Jacques Monod），位于蒙蒂维利耶，设有床位787个，是当地规模最大的公立综合性医院[社 15]
- 皮埃尔·雅内医院（Hôpital Pierre Janet），位于勒阿弗尔市区，设有床位446个[社 16]
- 弗洛贝尔医院（Hôpital Flaubert），位于勒阿弗尔市区，设有床位171个[社 17]

### 住房
勒阿弗尔境内的住房事务由多个机构负责，其中勒阿弗尔城市公共社区为当地民众提供住房建设及改造咨询业务，旨在提高居民生活质量并减少因房屋破损而带来的不必要能耗。
2016年，勒阿弗尔境内共有各类住房92,152套，其中87.4%为常住房屋。集中式居民区主要分布在蒙加亚尔（Mont-Gaillard）和科克里欧维尔（Caucriauville）两个街区。

### 商业
2017年，勒阿弗尔境内共有各类商铺7,082家，其中餐饮服务类2,819家。市区东部的蒙蒂维利耶境内建有拉莱扎尔德商业街区（Centre Commercial La Lézarde）。

### 体育
2018年，勒阿弗尔境内共有7家游泳池、39间健身房、6座综合体育场、38处网球场、2处马术场、35处足球或橄榄球场以及18处篮球或排球场。
勒阿弗尔竞技俱乐部，简称，是当地的一支足球队，成立于1872年，2020至2021赛季参加法国足球乙级联赛，其主场海洋球场建成于2012年，可同时容纳观众数量超过2.5万名，是当地规模最大的体育设施。
勒阿弗尔也因手球而闻名，勒阿弗尔手球俱乐部成立于1990年，其女子队曾两次获得法国杯冠军。

### 环境
勒阿弗尔的环境事务由其所属的公共社区负责。2017年，勒阿弗尔境内共有25家污染企业。在大气环境测量结果中，当地的一氧化碳浓度平均值为272µg/m³、二氧化氮浓度平均值为22.3µg/m³、臭氧浓度平均值为59.5µg/m³，二氧化硫浓度平均值为3µg/m³、平均值为19.6µg/m³；在水环境监测结果中，距离勒阿弗尔4公里外监测点的水体坤化物浓度为2µg/L、汞含量为0.02µg/L、硝酸盐含量为58.6mg/L、磷酸三正丁酯含量为1µg/L。

### 治安
勒阿弗尔境内共有五个派出所、两个国家宪兵队和一个消防救援中心。
2014年，勒阿弗尔及附近地区共发生各类案件15,812起，其中盗窃类案件9,442起，经济类案件1,238起，毒品交易类案件941起。

## 文化

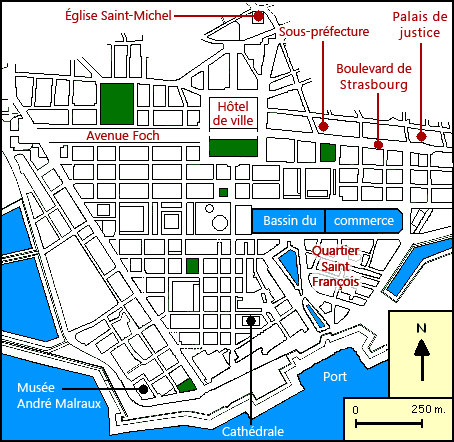
勒阿弗尔历史城区地图

2018年，勒阿弗尔境内共有4个剧场、3个电影院、5个博物馆和1个音乐厅。勒阿弗尔市政府提供多媒体中心，向公众全年开放。

### 城市规划
根据地貌形态，勒阿弗尔分为上城和下城两部分：其中下城位于南侧，靠近塞纳河及港口，始建于16世纪，第二次世界大战期间被严重破坏，1945至1964年间由奥古斯特·佩雷主持规划恢复，重建时大部分建筑保持了战前的特征，后于2005年被列入世界文化遗产；上城则位于市区北侧，因其海滨明显高于下城而得名，是勒阿弗尔主要的居民区，其中西侧主要为独立民居，而东侧的阿普勒蒙（Aplemont）、科克里欧维尔（Caucriauville）和西北侧的蒙加亚尔（Mont-Gaillard）等街区则是主要的集中式居民区。
勒阿弗尔城市规划区域方案（PLU du Havre）由勒阿弗尔塞纳河城市公共社区负责起草，并于2019年12月19日获得批准。

### 建筑
勒阿弗尔境内有多处法国国家文物保护单位，其中格拉维尔修道院、勒阿弗尔主教座堂等为当地的代表性建筑物。

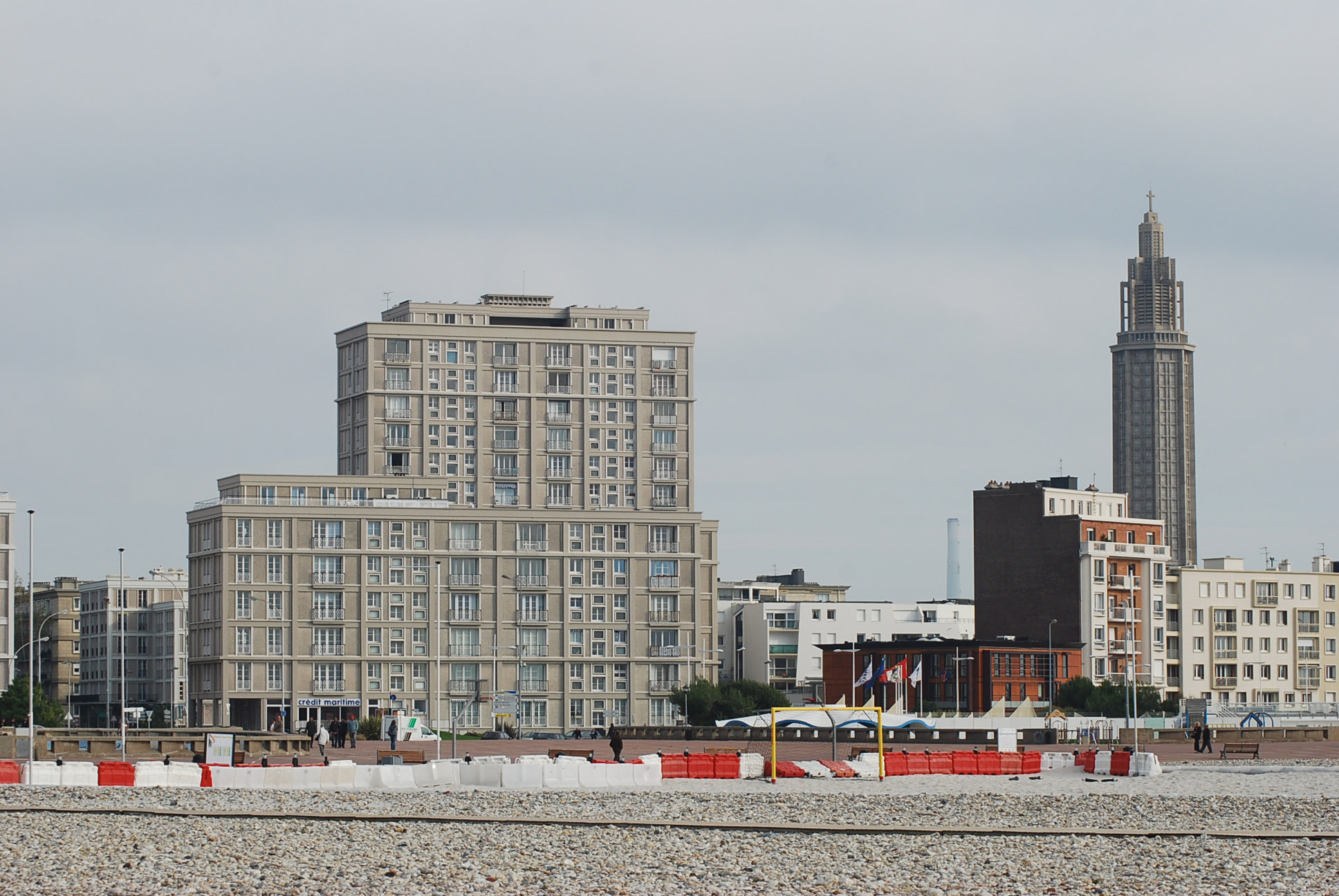
海滨建筑
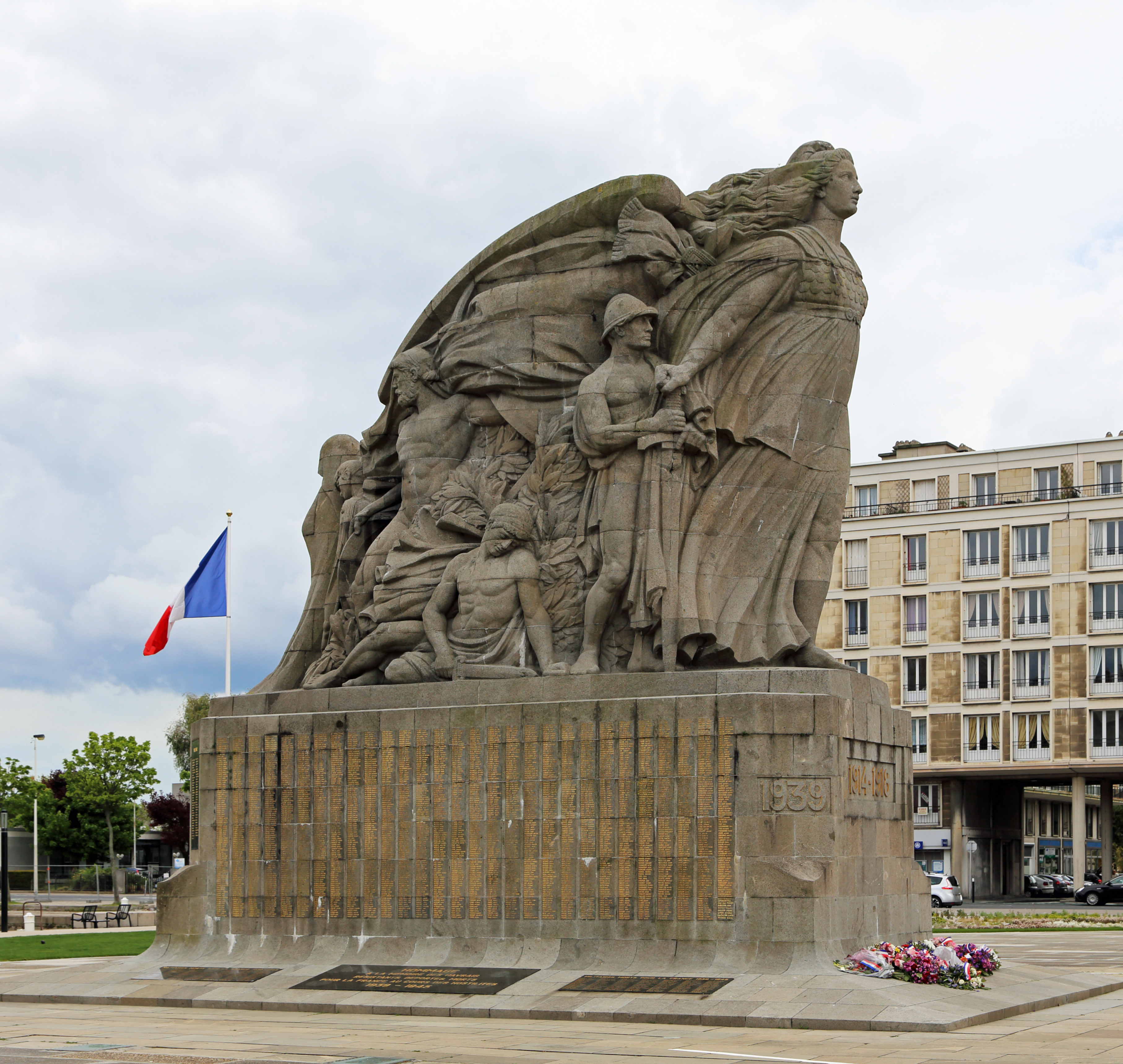
勒阿弗尔战争遇难者纪念碑
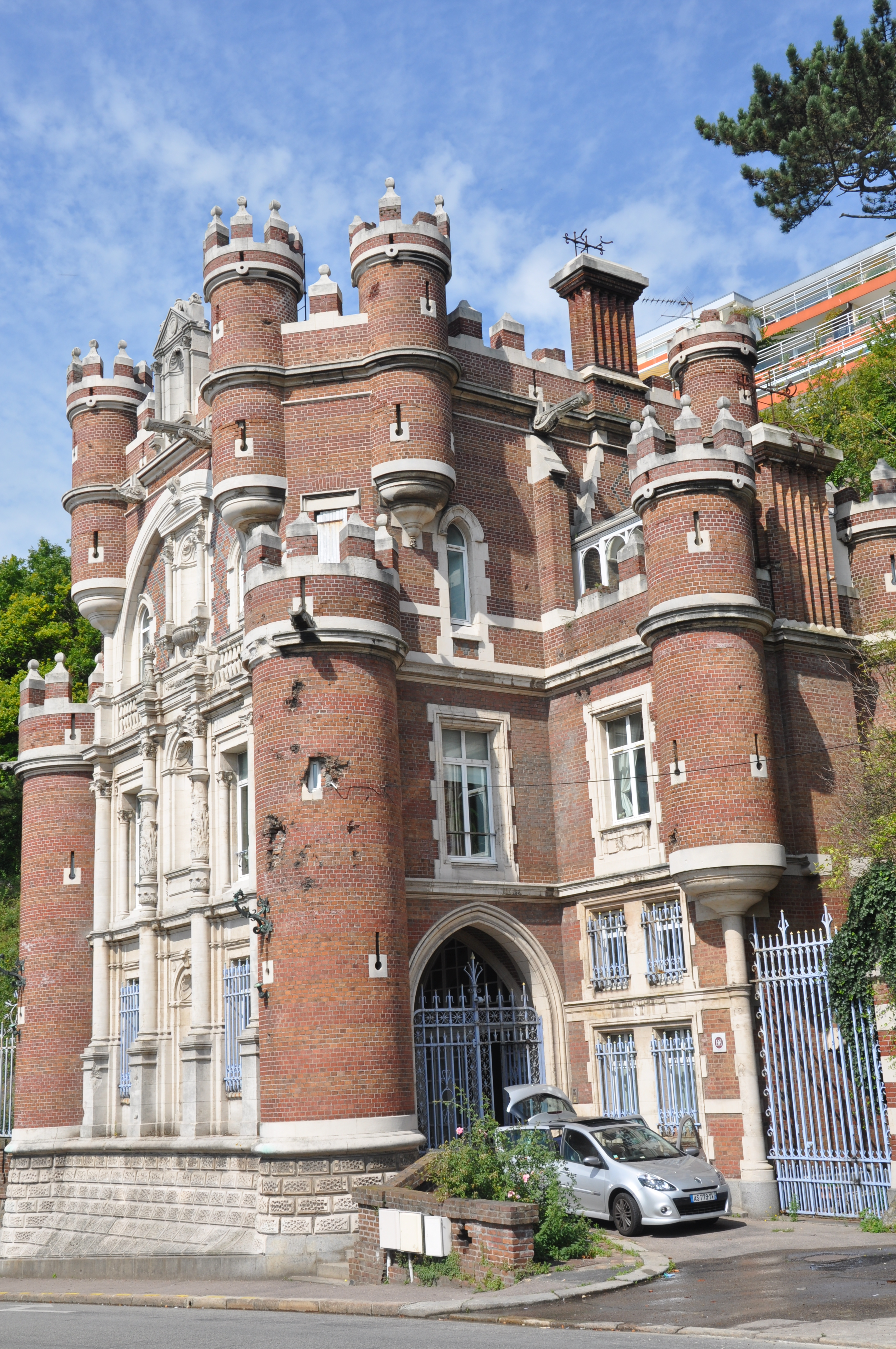
加代勒城堡
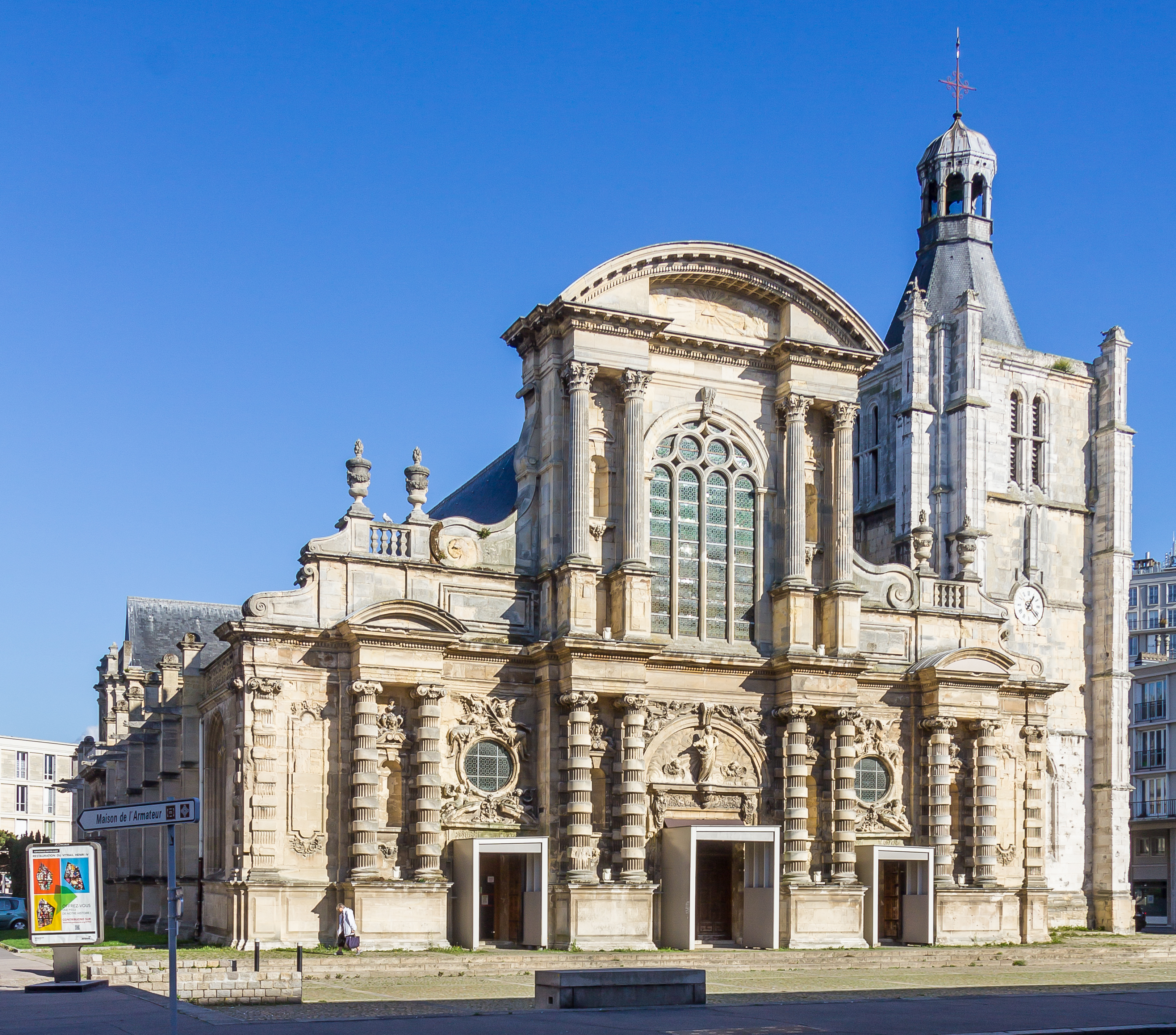
圣母教堂
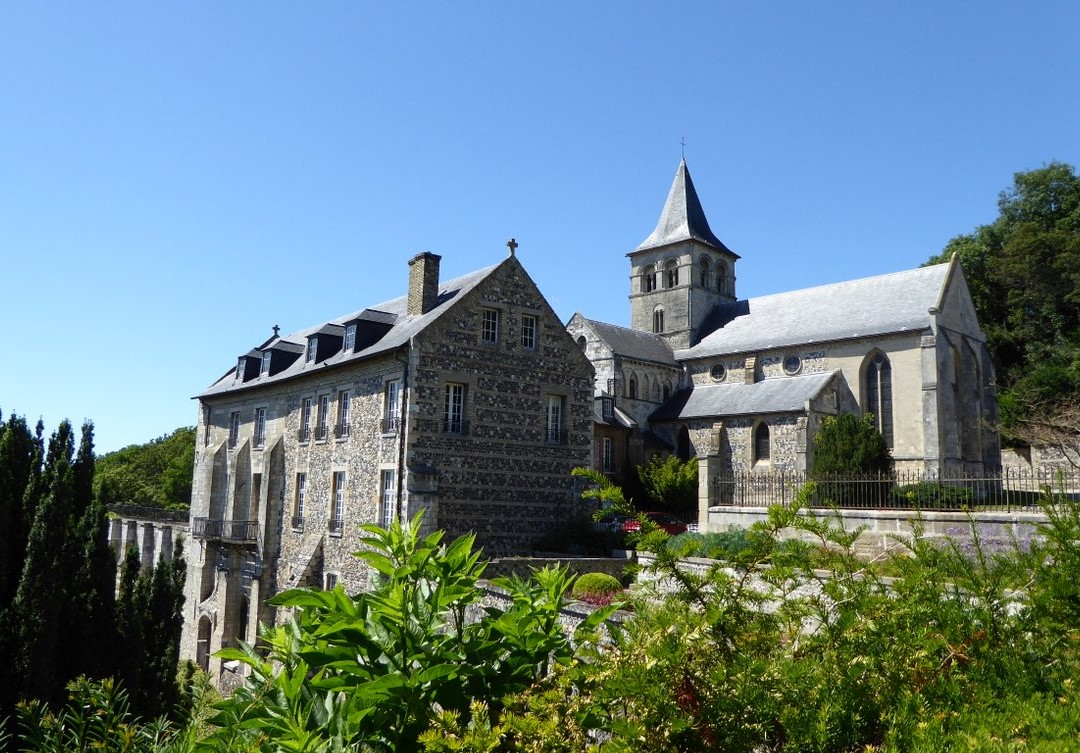
格拉维尔修道院
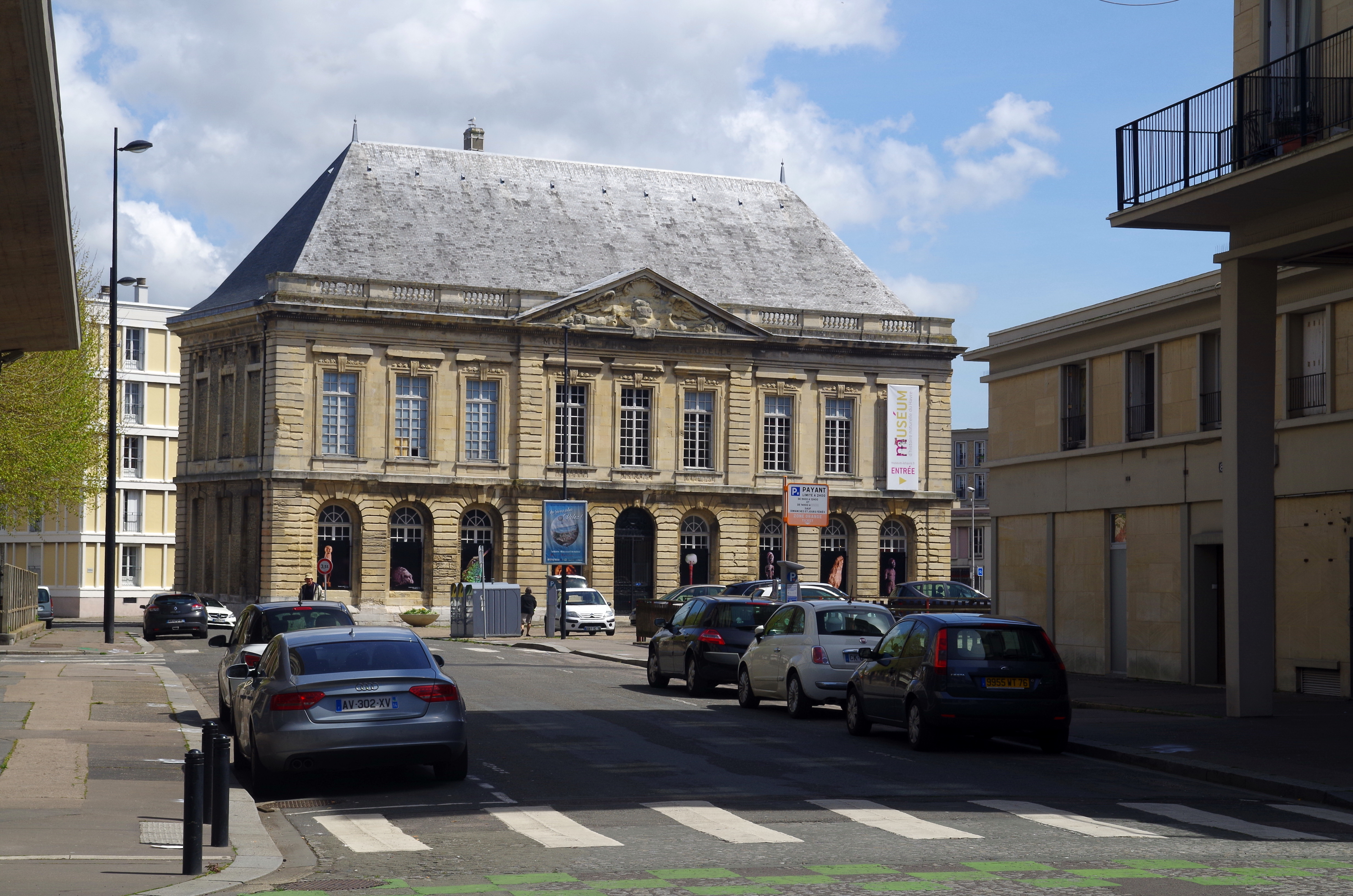
自然历史博物馆

### 旅游

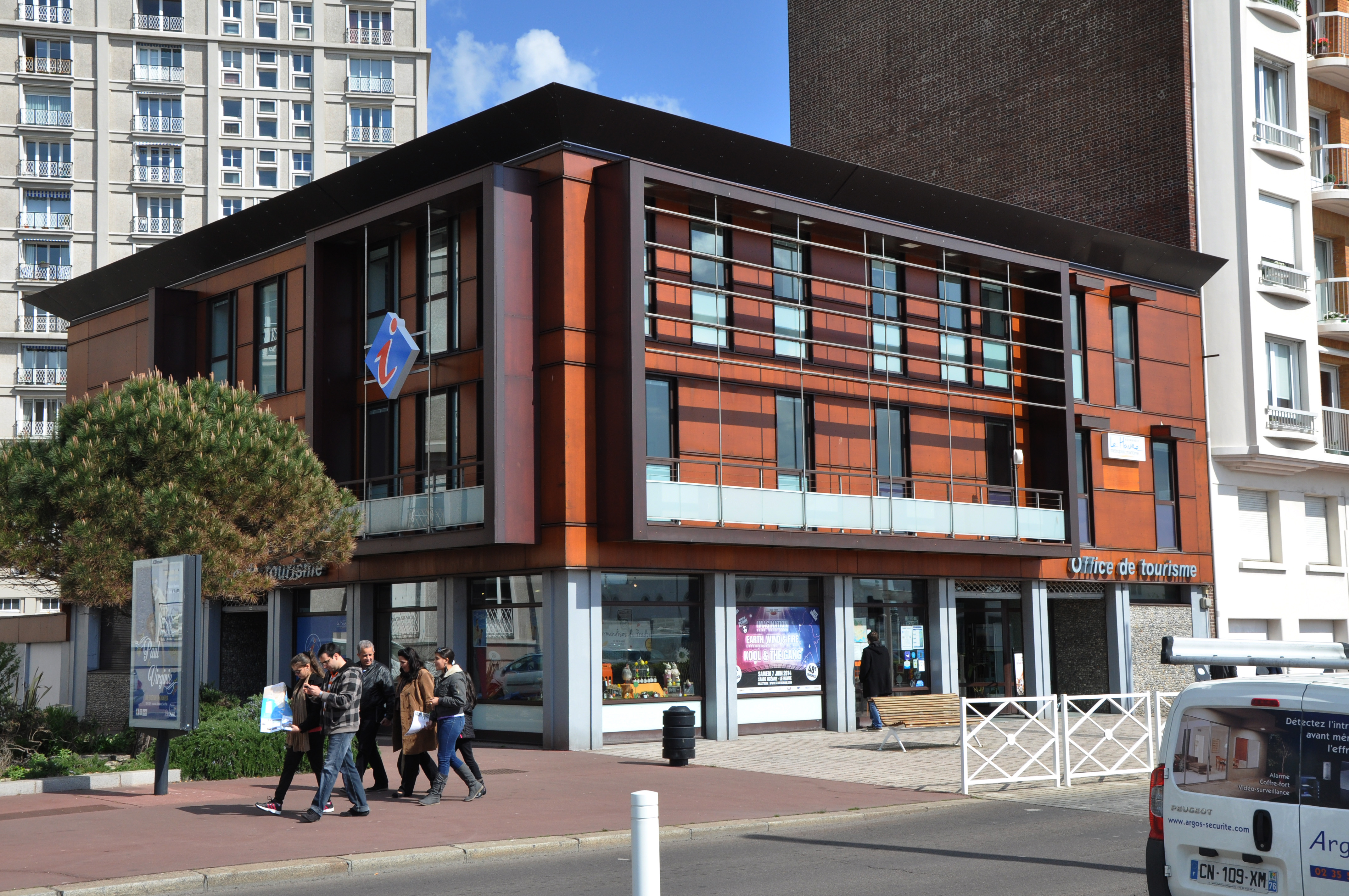
勒阿弗尔游客接待中心

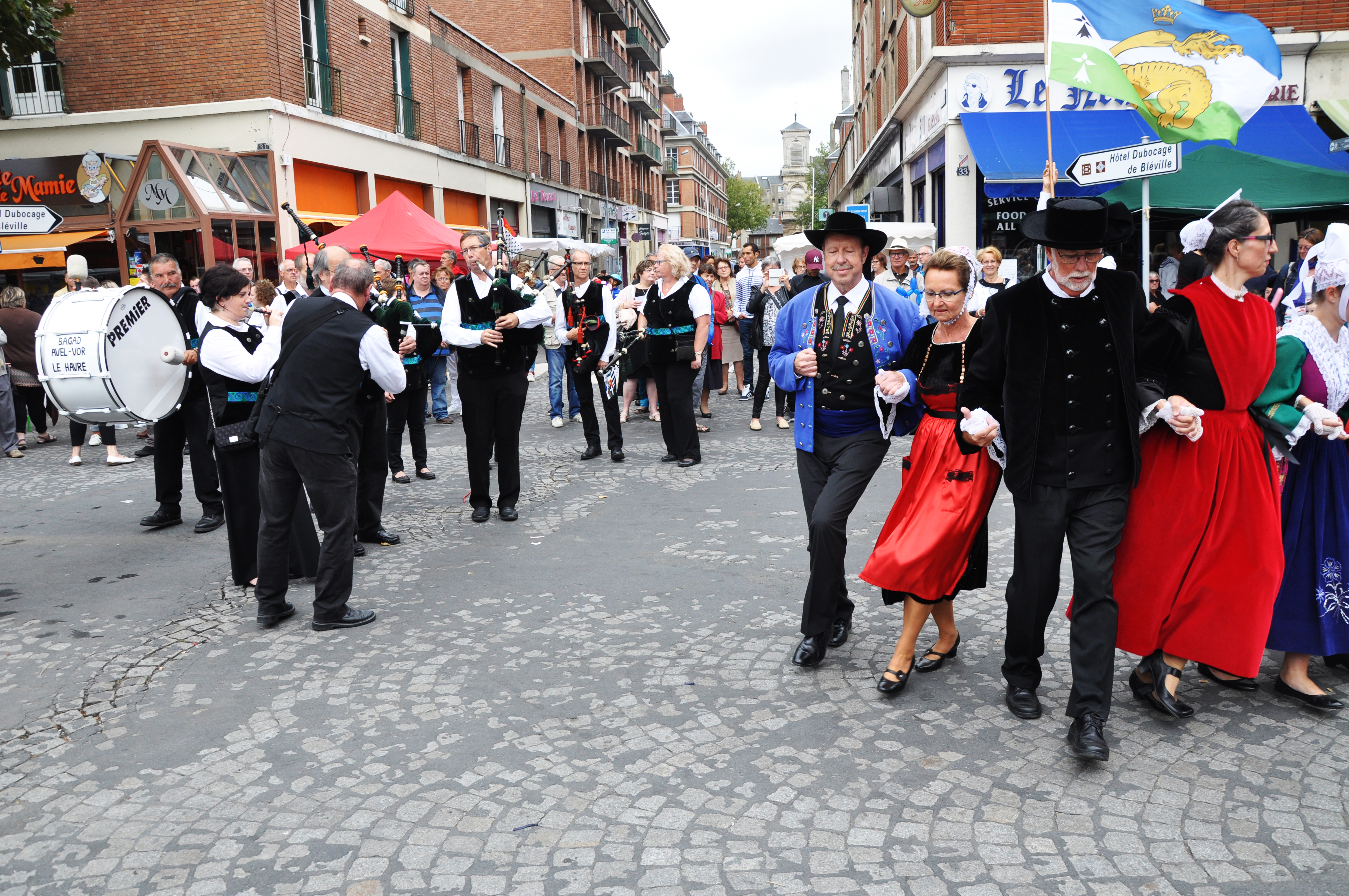
勒阿弗尔的一个地方性文化活动

勒阿弗尔的旅游事务由其所属的城市公共社区负责，其市区内设有游客接待中心（Office de Tourisme），全年向公众开放。2017年，该中心共接待游客95,809人。2020年，勒阿弗尔境内共有26个宾馆共计1,428间房间。

### 宗教
勒阿弗尔是天主教勒阿弗爾教區的首府，该教区下辖21个堂区，其主教座堂的全称为“勒阿弗尔圣母主教座堂”（Cathédrale Notre-Dame du Havre），最初建于1638年，二战中被毁，1974年恢复重建，是法国国家文物保护单位。
勒阿弗尔亦为重要的穆斯林聚集区，当地共有5处清真寺，其中埃萨兰大清真寺（مسجد مركز السلام）建于20世纪70年代，是当地规模最大的伊斯兰活动中心。

### 饮食
勒阿弗尔的饮食与法国大部分地区相似，海产品、啤酒和咖啡是当地的常见食物。2020年，勒阿弗尔境内共有4家餐厅被列入《米其林星级餐厅名单》。

### 媒体
法国主要的媒体均可在勒阿弗尔接收，法国电视三台下属的诺曼底大区频道在部分时段播出勒阿弗尔所属区域的地方新闻，总部位于鲁昂的《巴黎-诺曼底报》亦开设有勒阿弗尔分区板块。

### 音乐
勒阿弗尔因现代音乐而闻名，被称为“法国摇滚乐城堡”，在20世纪70年代，当地出现了多个摇滚歌手及乐队，具有代表性的包括Little Bob Story、City Kids、Ness & Cité等。勒阿弗尔亦是法国说唱歌手麦地那的出生地，后者因较为激进的伊斯兰融合思想而闻名，其多个作品创作于勒阿弗尔。

### 影视文学作品
勒阿弗尔因其特殊的经济文化地位而成为多个影视作品的取景地，法国导演讓·維果的代表作《亞特蘭大號》、2011年路易·德呂克獎获奖作品《温馨港湾》等均曾在勒阿弗尔拍摄。
勒阿弗尔也常出现在各类文学作品中，较为典型的包括法国作家奥诺雷·德·巴尔扎克在《人间喜剧》的“莫黛斯特·米尼翁”章节；埃米尔·左拉的小说《人面兽心》则描写了在勒阿弗尔的铁路工人生活状况；此外美国作家亨利·米勒的自传作品《北回归线》亦提及勒阿弗尔。

## 相关人物
法国作家雷蒙·格诺、雅克-昂利·贝尔纳丹·德·圣皮埃尔和法兰西第四共和国总统勒内·科蒂均出生于勒阿弗尔。

## 对外交流
截至2020年7月，勒阿弗尔共与4座城市互为友好城市关系，另有一个国家在勒阿弗尔设有领事馆：

| - 俄羅斯 圣彼得堡 - 中国 大连 - 英格兰 南安普敦 - 德国 马格德堡 | - 塞内加尔驻勒阿弗尔领事馆 |

### 专题著作
- lehavre.fr. . lehavre.fr.   [2020-07-16]. （原始内容存档于2020-12-13） （法语）.
- Jacques Basile et Didier Guyot. . Editions Point de Vues. 2011: 120p. ISBN 978-2-915548-63-1 （法语）.
- Nathalie Castetz. . Paris: Héliopoles. 2012. ISBN 978-2-919006-10-6 （法语）.
- André Corvisier. . Toulouse: Monographie. : 335p. ISBN 2-7089-4721-4 （法语）.
- Claire Étienne-Steiner. . Rouen: Connaissance du patrimoine de Haute-Normandie. 1999: 350p. ISBN 2-910316-19-X （法语）.

### 分类资料
历史类
1. ↑  Louis Cayeux. . Paris: Bulletin de la Société préhistorique de France. 1953 （法语）.
2. ↑   Pierre Bauduin. . Paris: Sophia Publication. 2013. ISSN 0182-2411 （法语）. POUR METTRE FIN AUX RAID DES VIKINGS, venus de Scandinavie, qui ravagent le royaume au IXe siècle, le roi franc Charles le Simple s'accorde avec le chef viking Rollon: en 911, par le traité de Saint-Clair-sur-Epte, Rollon reçoit un territoire compris entre l'Epte et la mer (P52)
3. ↑  John W. Baldwin, trad. Jacques Le Goff. . Paris: Fayard. 1991: 717. ISBN 2-213-02660-2 （法语）.
4. ↑  UNE VILLE CHARGÉE D'HISTOIRE, Avant cette date, au Moyen-Âge, l’Estuaire de la Seine est placé sous l’influence des ports d’Harfleur et d’Honfleur.（法文）
5. ↑  John Barzman, Claude Bec, Jacques Doublet, CMCAS du Havre, Elisabeth James. . Rouen: Presses universitaires de Rouen. 2003. ISBN 2-87775-352-2 （法语）.
6. ↑  UNE VILLE CHARGÉE D'HISTOIRE, Le site d’implantation du nouveau port, au nord de l’embouchure de la Seine et déjà connu sous le nom de Havre de Grâce est choisi pour des raisons stratégiques.（法文）
7. ↑  David Buisseret. . Paris: Comité des travaux historiques et scientifiques - section de géographie. 2002. ISBN 978-2-7355-0478-7 （法语）.
8. ↑  UNE VILLE CHARGÉE D'HISTOIRE, À partir du XVIIIe siècle, le port militaire décline au profit du commerce maritime : l’enrichissement des armateurs par le commerce, notamment du café, du coton et du chocolat, et plus marginalement du commerce triangulaire, engendre une prospérité sans précédent.（法文）
9. ↑  Edouard Delobette. . Rouen: Annales de Normandie. 2003  [2020-07-16]. （原始内容存档于2018-06-02） （法语）.
10. ↑  UNE VILLE CHARGÉE D'HISTOIRE, Les premiers grains de café arrivent des Antilles sur le port du Havre en 1728.（法文）
11. ↑  UNE VILLE CHARGÉE D'HISTOIRE, Cette croissance encourage la construction d’une ville neuve au Nord et le percement de bassins dédiés au négoce à partir de 1787.（法文）
12. ↑  Jean Legoy, Martine Liotard, Philippe Manneville, Henri Dulaurier, Éric Levilly. . Éditions du Ptit Normand. 1990: 232p. ISBN 978-2906258136 （法语）.
13. ↑  . lehavrephoto.canalblog.com. 2007-07-19  [2020-07-16]. （原始内容存档于2020-07-14） （法语）.
14. ↑  Port du Havre. . haropaports.com. 2018-12-18  [2020-07-16]. （原始内容存档于2020-07-14） （法语）.
15. ↑  Ludovic Trihan. . Glénat. 1991: 344p. ISBN 978-2-7234-1391-6 （法语）.
16. ↑  Pierre Gras. . Tallandier. 2010: 298p. ISBN 978-2-84734-675-6 （法语）.
17. ↑  Michel de Boüard. . Toulouse: Privat. 2003: 540p. ISBN 978-2708917071 （法语）.
18. ↑  UNE VILLE CHARGÉE D'HISTOIRE, au début du XXème siècle, l'importation de café vert dépasse les 100 000 tonnes par an, soit 80% des importations françaises（法文）
19. ↑  be.ambafrance.org. . be.ambafrance.org.   [2020-07-16]. （原始内容存档于2021-01-27） （法语）.
20. ↑  lehavre.fr. . lehavre.fr.   [2020-07-16]. （原始内容存档于2022-02-21） （法语）.
21. ↑  monumentsmorts.univ-lille.fr. . monumentsmorts.univ-lille.fr. 2016-07-06  [2020-07-16]. （原始内容存档于2022-02-21） （法语）.
22. ↑  paris-normandie.fr. . paris-normandie.fr. 2020-04-19  [2020-07-16]. （原始内容存档于2020-04-26） （法语）.
23. ↑  Elisabeth Chauvin. . Point de vues, Ville d’art et d’histoire. 2007. ISBN 978-2-915548-19-8 （法语）.
24. ↑  unesco.lehavre.fr. . unesco.lehavre.fr.   [2020-07-16]. （原始内容存档于2019-12-30） （法语）.
25. ↑  Hervé Bertin. . Le Mans: La vie du Rail. 1994. ISBN 2905596481 （法语）.

地理类
1. ↑  BRGM. . brgm.fr.   [2020-07-17]. （原始内容存档于2017-04-23） （法语）.
2. ↑  . meteocity.com.   [2020-07-16]. （原始内容存档于2019-09-11） （法语）.
3. ↑  insee.fr. . insee.fr.   [2020-07-16]. （原始内容存档于2018-07-24） （法语）.
4. ↑  sig.ville.gouv.fr. . sig.ville.gouv.fr.   [2020-07-16]. （原始内容存档于2020-07-14） （法语）.
5. ↑  collectivites-locales.gouv.fr. . collectivites-locales.gouv.fr.   [2020-07-16]. （原始内容存档于2017-08-03） （法语）.
6. ↑  fnau.org. . fnau.org.   [2020-07-17]. （原始内容存档于2017-07-05） （法语）.
7. ↑  normandie.fr. . normandie.fr.   [2020-07-16]. （原始内容存档于2019-12-15） （法语）.
8. ↑  TER Normandie. . ter.sncf.fr.   [2020-07-16]. （原始内容存档于2020-07-14） （法语）.
9. ↑  TER Normandie. . ter.sncf.fr.   [2020-07-17]. （原始内容存档于2021-08-28） （法语）.
10. ↑  lemarin.ouest-france.fr. . lemarin.ouest-france.fr. 2018-03-28  [2020-07-16]. （原始内容存档于2020-05-03） （法语）.
11. ↑  Lia. . transports-lia.fr.   [2020-07-16]. （原始内容存档于2020-05-04） （法语）.
12. ↑  France Bleu. . francebleu.fr. 2012-12-12  [2020-07-16]. （原始内容存档于2022-02-21） （法语）.
13. ↑  lehavre.fr. . lehavre.fr. 2012-12-12  [2020-07-16]. （原始内容存档于2012-08-17） （法语）.
14. ↑  normandie.developpement-durable.gouv.fr (编).  (pdf). normandie.developpement-durable.gouv.fr.   [2020-07-16]. （原始内容存档 (PDF)于2022-02-21） （法语）.

社科类
1. ↑  ouest-france.fr. . ouest-france.fr.   [2020-07-17]. （原始内容存档于2021-08-31） （法语）.
2. ↑  lehavre.fr. . lehavre.fr.   [2020-07-17]. （原始内容存档于2020-06-04） （法语）.
3. ↑  Cassini (编). . cassini.ehess.fr.   [2020-07-17]. （原始内容存档于2011-05-20） （法语）.
4. ↑  Manageo (编). . manageo.fr.   [2020-07-16]. （原始内容存档于2020-07-14） （法语）.
5. ↑  batiactu.com (编). . batiactu.com. 2020-01-23  [2020-07-16]. （原始内容存档于2020-01-22） （法语）.
6. ↑  group.renault.com (编). . group.renault.com.   [2020-07-16]. （原始内容存档于2021-03-04） （法语）.
7. ↑  ch-havre.fr (编). . ch-havre.fr.   [2020-07-16]. （原始内容存档于2020-04-07） （法语）.
8. ↑  atout-france.fr (编). . atout-france.fr. 2017-03-30  [2020-07-16]. （原始内容存档于2017-09-22） （法语）.
9. ↑  Le Havre Seine Métropole (编). . lehavreseinemetropole.fr.   [2020-07-16]. （原始内容存档于2020-07-06） （法语）.
10. ↑  JDN (编). . journaldunet.fr.   [2020-07-16]. （原始内容存档于2017-09-10） （法语）.
11. ↑  JDN (编). . journaldunet.fr.   [2020-07-16]. （原始内容存档于2020-07-14） （法语）.
12. ↑  JDN (编). . journaldunet.fr.   [2020-07-16]. （原始内容存档于2020-07-14） （法语）.
13. ↑  . ac-normandie.fr.   [2020-07-16]. （原始内容存档于2020-06-14） （法语）.
14. ↑  . linternaute.com.   [2020-07-16]. （原始内容存档于2020-07-14） （法语）.
15. ↑  FHF. . etablissements.fhf.fr.   [2020-07-16]. （原始内容存档于2020-07-14） （法语）.
16. ↑  FHF. . etablissements.fhf.fr.   [2020-07-16]. （原始内容存档于2020-07-15） （法语）.
17. ↑  FHF. . etablissements.fhf.fr.   [2020-07-16]. （原始内容存档于2020-07-14） （法语）.
18. ↑  lehavre.fr. . lehavre.fr.   [2020-07-17]. （原始内容存档于2020-06-04） （法语）.
19. ↑  lehavreseinemetropole.fr. . lehavreseinemetropole.fr.   [2020-07-17]. （原始内容存档于2020-06-26） （法语）.
20. ↑  . linternaute.com.   [2020-07-16]. （原始内容存档于2020-07-14） （法语）.
21. ↑  . linternaute.com.   [2020-07-16]. （原始内容存档于2020-07-14） （法语）.
22. ↑  . linternaute.com.   [2020-07-16]. （原始内容存档于2019-01-10） （法语）.
23. ↑  . linternaute.com.   [2020-07-16]. （原始内容存档于2022-02-21） （法语）.
24. ↑  demarchesadministratives.fr. . demarchesadministratives.fr.   [2020-07-16]. （原始内容存档于2022-02-21） （法语）.
25. ↑  demarchesadministratives.fr. . demarchesadministratives.fr.   [2020-07-16]. （原始内容存档于2022-02-21） （法语）.
26. ↑  pompiercenter.com. . pompiercenter.com.   [2020-07-16]. （原始内容存档于2016-04-28） （法语）.
27. ↑  . linternaute.com.   [2020-07-16]. （原始内容存档于2020-07-15） （法语）.
28. ↑  lehavreseinemetropole.fr. . lehavreseinemetropole.fr.   [2020-07-17]. （原始内容存档于2020-06-21） （法语）.
29. ↑  France 3 Normandie (编). . france3-regions.francetvinfo.fr.   [2020-07-16]. （原始内容存档于2020-07-14） （法语）.
30. ↑  paris-normandie.fr (编). . paris-normandie.fr.   [2020-07-17]. （原始内容存档于2020-05-31） （法语）.
31. ↑  lehavreregards.com (编). . lehavreregards.com.   [2020-07-16]. （原始内容存档于2022-02-21） （法语）.

文化类
1. ↑  notrefamille.com. . notrefamille.com.   [2020-07-16]. （原始内容存档于2020-07-14） （法语）.
2. ↑  . linternaute.com.   [2020-07-16]. （原始内容存档于2020-07-14） （法语）.
3. ↑  . villedata.fr.   [2020-07-16]. （原始内容存档于2022-02-21） （法语）.
4. ↑  隶属于勒阿弗尔大学
5. ↑  其前身为1571年成立的国立海洋货运学校（法语：École nationale de la Marine marchande）
6. ↑  FÉDÉRATION FRANÇAISE DE FOOTBALL (编). . fff.fr.   [2020-07-16]. （原始内容存档于2020-07-15） （法语）.
7. ↑  Le Havre AC Handball (编). . hachandball.fr.   [2020-07-17]. （原始内容存档于2020-05-07） （法语）.
8. ↑  lehavreseinemetropole.fr (编). . lehavreseinemetropole.fr.   [2020-07-16]. （原始内容存档于2020-06-21） （法语）.
9. ↑  lehavreseinemetropole.fr (编).  (PDF). lehavreseinemetropole.fr.   [2020-07-16]. （原始内容 (pdf)存档于2020-07-16） （法语）.
10. ↑  lehavre.catholique.fr (编). . lehavre.catholique.fr.   [2020-07-16]. （原始内容存档于2020-07-16） （法语）.
11. ↑  pop.culture.gouv.fr (编). . pop.culture.gouv.fr.   [2020-07-16]. （原始内容存档于2019-05-05） （法语）.
12. ↑  paris-normandie.fr (编). . paris-normandie.fr.   [2020-07-16]. （原始内容存档于2019-12-21） （法语）.
13. ↑  seine-maritime-tourisme.com (编). . seine-maritime-tourisme.com.   [2020-07-17]. （原始内容存档于2014-07-02） （法语）.
14. ↑  guide.michelin.com. . guide.michelin.com.   [2020-07-17]. （原始内容存档于2022-03-07） （法语）.
15. ↑  lehavreregards.com (编). . lehavreregards.com.   [2020-07-17]. （原始内容存档于2020-06-16） （法语）.
16. ↑  francebleu.fr (编). . francebleu.fr. 2019-04-04  [2020-07-17]. （原始内容存档于2019-04-06） （法语）.
17. ↑  britannica.com (编). . britannica.com.   [2020-07-16]. （原始内容存档于2020-05-28） （英语）.
18. ↑  Babelio (编). . babelio.com.   [2020-07-16]. （原始内容存档于2020-06-16） （法语）.
19. ↑  senat.fr (编). . senat.fr.   [2020-07-16]. （原始内容存档于2020-01-05） （法语）.
20. ↑  lehavre.fr (编). . lehavre.fr.   [2020-07-17]. （原始内容存档于2022-02-21） （法语）.
21. ↑  consulsen-paris.com (编). . consulsen-paris.com.   [2020-07-17]. （原始内容存档于2022-02-21） （法语）.

### 综合性资料
1. 1 2 3 4  communes.com. . communes.com.   [2020-07-16]. （原始内容存档于2019-10-09） （法语）.
2. 1 2 3 4 5 6 7 8 9 10 11 12 13 14 15 16  Géoportail. . Géoportail.   [2020-07-16]. （原始内容存档于2017-01-29） （法语）.
3. 1 2 3  . infoclimat.fr.   [2020-07-16]. （原始内容存档于2020-07-14） （法语）.
4. 1 2  . linternaute.com.   [2020-07-16]. （原始内容存档于2019-05-10） （法语）.
5. 1 2  Le Monde (编). . lemonde.fr.   [2020-07-16]. （原始内容存档于2020-06-04） （法语）.
6. ↑  . linternaute.fr.   [2020-07-16]. （原始内容存档于2020-06-08） （法语）.
7. 1 2 3  . linternaute.com.   [2020-07-16]. （原始内容存档于2020-07-14） （法语）.
8. 1 2 3  . linternaute.com.   [2020-07-16]. （原始内容存档于2019-05-21） （法语）.